# UBS
Koordinaten: 47° 22′ 19,1″ N, 8° 32′ 9,4″ O; CH1903: 682878 / 247373
Die UBS Group AG ist eine Schweizer Grossbank mit Sitzen in Zürich und Basel.
Sie zählt zu den weltweit grössten Vermögensverwaltern und ist eine der Grossbanken, die vom Finanzstabilitätsrat (FSB) als systemisch bedeutsame Finanzinstitute eingestuft wurden. Sie unterliegt damit einer besonderen Überwachung und strengeren Anforderungen an die Ausstattung mit Eigenkapital. Die Aufsichtsfunktion nimmt die Eidgenössische Finanzmarktaufsicht (FINMA) wahr. 

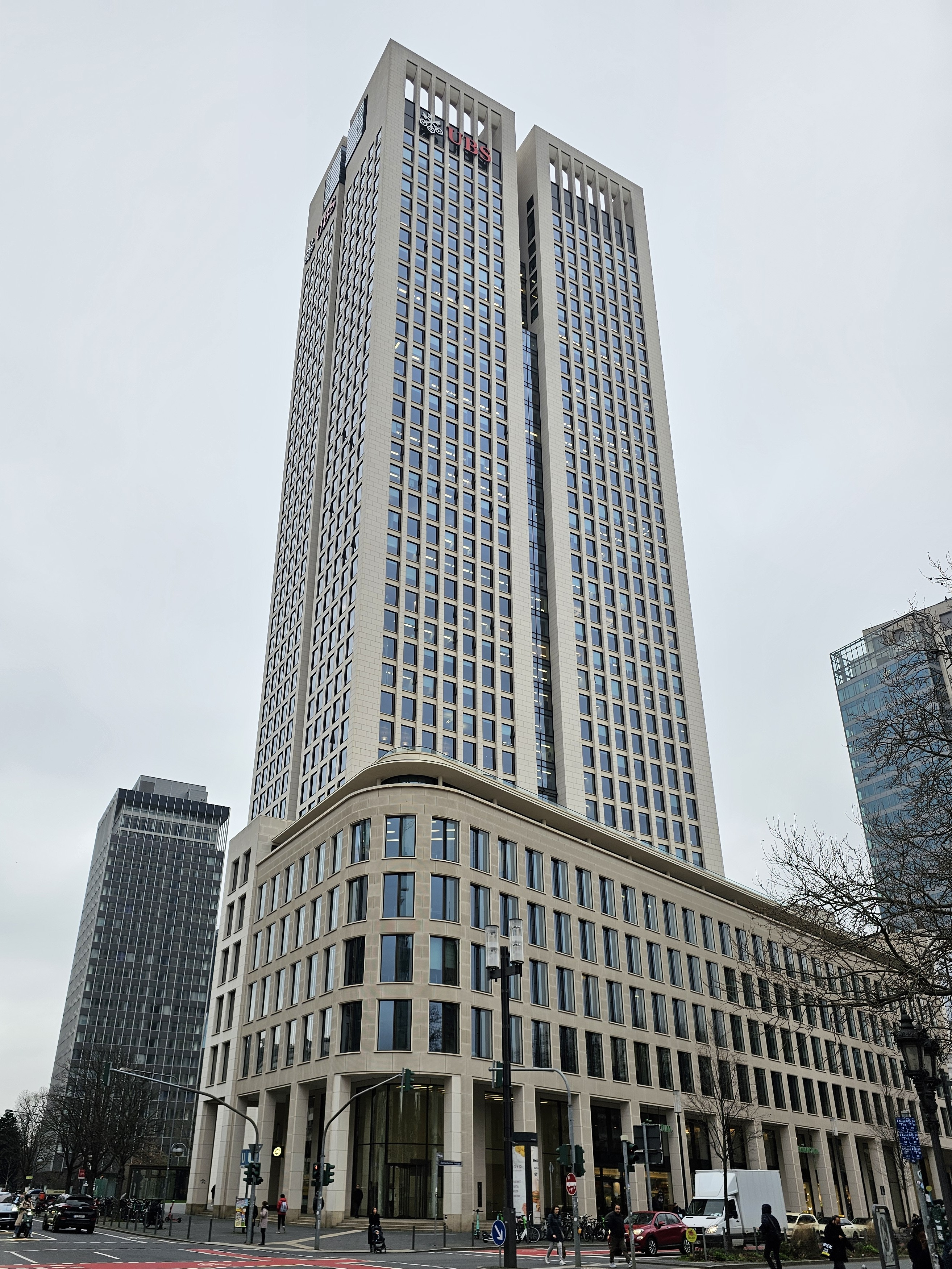
Sitz der UBS Europe SE im Opernturm in Frankfurt am Main

## Konzernüberblick
2017 war die UBS in 52 Ländern und an allen wichtigen Finanzplätzen mit über 1'000 Niederlassungen vertreten, davon mit 9 Niederlassungen in Deutschland, 2 in Österreich und über 300 in der Schweiz. Anfang 2021 wurden in der Schweiz noch 240 Niederlassungen gezählt und 195 per 1. Januar 2022. Nach der Übernahme der Credit Suisse hat die UBS vorübergehend rund 285 Filialen. Die Anzahl der vom Konzern beschäftigten Mitarbeiter belief sich am Ende des Jahres 2022 weltweit auf 74'022, davon etwa 30 Prozent in Nord- und Lateinamerika, 28 Prozent in der Schweiz, 20 Prozent im übrigen Europa, dem Nahen Osten und Afrika sowie 22 Prozent im asiatisch-pazifischen Raum.
Das von der Bank verwaltete Vermögen beläuft sich auf 5,8 Billionen US-Dollar.
UBS Group ist eine Aktiengesellschaft nach schweizerischem Recht, ihre Aktien sind an der SIX Swiss Exchange und an der New York Stock Exchange (NYSE) notiert.
Die Bank gehört zur Gruppe von 29 Grossbanken, die vom Finanzstabilitätsrat (FSB) als systemisch bedeutsame Finanzinstitute (systemically important financial institution) eingestuft wurden. Sie unterliegt damit einer besonderen Überwachung und strengeren Anforderungen an die Ausstattung mit Eigenkapital. Die Aufsichtsfunktion nimmt die Eidgenössische Finanzmarktaufsicht (FINMA) wahr.

## Name
Ursprünglich war der Name das Akronym aus französisch Union de Banques Suisses bzw. italienisch Unione di Banche Svizzere, später zusätzlich englisch Union Bank of Switzerland. Heute steht UBS offiziell als Eigenname ohne weitere Bedeutung (siehe auch den Abschnitt Geschichte).

## Unternehmensleitung
Konzernleiter (CEO) der UBS Group AG ist seit April 2023 Sergio Ermotti, der auf Ralph Hamers folgte und diese Stelle bereits zuvor innehatte. Verwaltungsratspräsident ist seit April 2022 Colm Kelleher, die Vorgänger waren Axel A. Weber und Kaspar Villiger. Ehrenpräsident war von 1996 bis zu seinem Tod 2014 Nikolaus Senn.

### Konzernleitung
| Name                   | Position und Funktion                                                | Mitglied der Konzernleitung seit |
| ---------------------- | -------------------------------------------------------------------- | -------------------------------- |
| Sergio Ermotti         | Group Chief Executive Officer                                        | 2011–2020 / April 2023           |
| George Athanasopoulos  | Co-President Investment Bank                                         | Juli 2024                        |
| Michelle Bereaux       | Group Integration Officer                                            | Mai 2023                         |
| Mike Dargan            | Group Chief Operations and Technology Officer                        | 2021                             |
| Aleksandar Ivanovic    | President Asset Management                                           | März 2024                        |
| Robert Karofsky        | Co-President Global Wealth Management und President UBS Americas     | 2018                             |
| Sabine Keller-Busse    | President Personal & Corporate Banking, President UBS Switzerland    | 2016                             |
| Iqbal Khan             | Co-President Global Wealth Management und President UBS Asia Pacific | 2019                             |
| Barbara Levi           | Group General Counsel                                                | 2021                             |
| Beatriz Martin Jimenez | Head Non-Core and Legacy und President UBS EMEA                      | Mai 2023                         |
| Markus Ronner          | Group Chief Compliance and Governance Officer                        | 2018                             |
| Stefan Seiler          | Head Group Human Resources & Corporate Services                      | Mai 2023                         |
| Todd Tuckner           | Group Chief Financial Officer                                        | Mai 2023                         |
| Marco Valla            | Co-President Investment Bank                                         | Juli 2024                        |
| Damian Vogel           | Group Chief Risk Officer                                             | Juli 2024                        |

### Verwaltungsrat
| Name                  | Position und Funktion | Mitglied des Verwaltungsrats seit |
| --------------------- | --- | --------------------------------- |
| Colm Kelleher         | Präsident, Vorsitz Corporate Culture and Responsibility Committee seit 2022, Vorsitz Governance and Nominating Committee seit 2022 | 2022                              |
| Lukas Gähwiler        | Vizepräsident, Mitglied Governance and Nominating Committee seit 2023, Mitglied s Risk Committee seit 2023                         | 2022                              |
| Jeremy Anderson       | Senior Independent Director, Vorsitz Audit Committee seit 2018, Mitglied Governance and Nominating Committee seit 2019             | 2018                              |
| William C. Dudley     | Mitglied Corporate Culture and Responsibility Committee seit 2019, Mitglied Risk Committee seit 2019                               | 2019                              |
| Patrick Firmenich     | Mitglied Audit Committee seit 2021, Mitglied Corporate Culture and Responsibility Committee seit 2021                              | 2021                              |
| Fred Hu               | Mitglied Governance and Nominating Committee seit 2020                                                                             | 2018                              |
| Mark Hughes           | Vorsitz Risk Committee seit 2020, Mitglied Corporate Culture and Responsibility Committee seit 2020                                | 2020                              |
| Renata Jungo Brüngger | Mitglied Corporate Culture and Responsibility Committee seit 2025                                                                  | 2025                              |
| Gail Kelly            | Mitglied Compensation Committee seit 2025, Mitglied Governance and Nominating Committee seit 2024                                  | 2024                              |
| Julie G. Richardson   | Vorsitz Compensation Committee seit 2019, Mitglied Risk Committee seit 2017                                                        | 2017                              |
| Lila Tretikov         | Mitglied Audit Committee seit 2025                                                                                                 | 2025                              |
| Jeanette Wong         | Mitglied Compensation Committee seit 2020, Mitglied Audit Committee seit 2019                                                      | 2019                              |

## Geschäftsbereiche
Das Privat- und Firmenkundengeschäft der UBS in der Schweiz hat je nach Kundensegment einen Marktanteil zwischen einem Viertel und einem Drittel. Ende 2022 erreichte die UBS den Marktanteil von etwa 80 Prozent der Vermögen in der Schweiz, bediente ein Drittel der Haushalte, vermögenden Privatpersonen und Pensionskassen und tätigte Bank- und Wertschriftendienstleistungen für über 120'000 Firmenkunden sowie rund 80 Prozent der in der Schweiz domizilierten Banken. Die operative Struktur der Gruppe gliedert sich in Group Services und vier Unternehmensbereiche: Global Wealth Management, Personal & Corporate Banking, Asset Management und Investment Bank.

### Global Wealth Management
Im Geschäftsbereich Global Wealth Management verwaltete die UBS per Ende des Jahres 2018 Vermögen in Höhe von US$ 2'257 Milliarden und war in mehr als 45 Ländern mit rund 190 Niederlassungen präsent. Ende des Jahres 2018 beschäftigte dieser Bereich 23'600 Mitarbeiter. Dieser Geschäftsbereich bietet für vermögende private Kunden weltweit das gesamte Angebotsspektrum des Unternehmens, von umfassenden Finanzdienstleistungen bis zu den Dienstleistungen der Vermögensberatung.
Das globale Wealth-Management Geschäft von UBS in Nord- und Südamerika besteht aus dem US-amerikanischen und dem kanadischen Wealth-Management-Geschäft sowie dem internationalen Geschäft in den Vereinigten Staaten. UBS Wealth Management USA ist ein Ausläufer des ehemaligen Paine Webber-Brokerage-Geschäfts. Das Geschäft wurde im März 2001 nach der Übernahme durch UBS zunächst in UBS Paine Webber umbenannt. Die Division bietet voll integrierte Wealth-Management-Lösungen für sehr vermögende und vermögende Kunden. UBS wurde an den Euromoney Awards for Excellence 2017 als «Best Bank for Wealth Management in North America» ausgezeichnet. Die wichtigsten Konkurrenten von UBS in dieser Division sind Bank of America, Morgan Stanley, JP Morgan Chase, Wells Fargo und Charles Schwab.

### Personal & Corporate Banking
Der Unternehmensbereich Personal & Corporate Banking bietet seinen Kunden Zugang zu umfassenden Finanzprodukten und -dienstleistungen und ist ein zentraler Baustein des Universalbankmodells von UBS Schweiz, indem dieser Bereich eine führende Position in der Schweiz für die Privat-, Firmen- und institutionellen Kunden einnimmt. Das Vertriebsnetz für Privatkunden und Unternehmen umfasst nicht nur Kundendienstzentren, sondern auch 1250 Geldautomaten und Selbstbedienungsterminals sowie digitale Bankdienstleistungen. UBS betreut über 85 Prozent der 1000 grössten Schweizer Unternehmen und 85 Prozent der im Inland ansässigen Banken. In den Jahren 2015, 2017 und 2018 zeichnete das internationale Finanzmagazin Euromoney UBS als «Best Domestic Cash Manager Switzerland» aus. Per 31. Dezember 2018 erreichte dieser Geschäftsbereich ein Kreditportfolio von US$ 131 Milliarden und beschäftigte 5'183 Mitarbeiter.
2018 wurden erstmals mehr Transaktionen im Mobile-Banking als im E-Banking verzeichnet. Bei den Debitkarten setzt UBS auf V Pay und Maestro, bei Mobile Payment auf Apple Pay, Google Pay, Samsung Pay und Twint. Um den Neobanken entgegenzutreten, hat UBS im Mai 2022 UBS key4 lanciert. Im Zuge der überarbeiteten Zahlungsdiensterichtlinie (PSD2) hat UBS vor, den Open-Banking-Hub von SIX zu nutzen, um Drittanbietern Zugriff auf die Bankkonto-Daten zu ermöglichen.

### Asset Management
Der Geschäftsbereich Asset Management stellt UBS Vermögensverwalter für institutionelle und private Kunden sowie Finanzintermediäre dar. Ende 2018 beliefen sich die verwalteten Vermögen auf insgesamt US$ 781 Milliarden. In diesem Geschäftsbereich wurden 3600 Mitarbeiter beschäftigt. Damit ist UBS Asset Management der grösste Investmentfonds-Manager der Schweiz und einer der grössten Hedge-Fonds- und Immobilien-Investment-Manager weltweit. Hauptniederlassungen befinden sich in Chicago, Frankfurt am Main, Hartford, Hongkong, London, New York City, Paris, Singapur, Sydney, Tokio und Zürich. Das Angebot erstreckt sich auf alle wichtigen traditionellen und alternativen Anlageklassen, wobei zum Beispiel die Einheit Fund Management Services Dienstleistungen sowohl für traditionelle als auch alternative Anlagefonds erbringt. Im Februar 2017 gaben die UBS Group AG und die Northern Trust Corporation eine Vereinbarung zur Übernahme der Fondsverwaltungseinheiten von UBS Asset Management in Luxemburg und der Schweiz bekannt. Diese Akquisition wird die Expansion der Northern Trust Corporation in diese beiden Länder erleichtern und das amerikanische Unternehmen zum grössten Fondsadministrator in den lokalen Märkten und zu einem der zehn weltweit führenden Anbieter der Branche machen. Am Ende der Transaktion, die für das zweite Halbjahr 2017 erwartet wird, wird die amerikanische Gesellschaft insgesamt CHF 420 Milliarden verwalten. UBS Asset Management wird ihren Kunden auch weiterhin Fondsleitungs-, White Labelling- und Vertretungsdienstleistungen bieten. Die Hauptkonkurrenten von UBS in diesem Geschäftsbereich sind BlackRock, Vanguard Group, State Street Global Advisers (SSGA) und Fidelity Investments.

### Investment Bank
Der Bereich Investment Bank besteht aus zwei Geschäftseinheiten, Corporate Client Solutions und Investor Client Services, und bietet umfassenden Zugang zu den weltweiten Kapitalmärkten, indem dieser Geschäftsbereich für Unternehmen, institutionelle Kunden und Wealth-Management-Kunden Beratungs- und Abwicklungsdienstleistungen sowie eine grosse Auswahl von innovativen Finanzlösungen anbietet. Die Teilnahme der Investment Bank mit breiter Wertschriftenpalette an Kapitalmarktgeschäften umfasst Sales, Trading und Market Making. Per Ende 2018 beschäftigte UBS in diesem Geschäftsbereich 5'205 Mitarbeiter in über 35 Ländern, mit Hauptniederlassungen in Hongkong, London, New York City, Singapur, Sydney, Tokio und Zürich. Die Hauptkonkurrenten von UBS in diesem Geschäftsbereich sind insbesondere Goldman Sachs, JPMorgan Chase und Merrill Lynch.

### Corporate Center
Das Corporate Center gliedert sich in zwei Einheiten: Corporate Center – Core Functions und Corporate Center – Non-Core and Legacy Portfolio. Die erste Einheit erbringt Kontrollleistungen für den gesamten Konzern und erfüllt alle Logistik- und Supportfunktionen. Per 1. Januar 2015 wurde Corporate Center – Core Functions in zwei neue Bereiche aufgeteilt: Corporate Center – Services und Corporate Center – Group Asset and Liability Management (Group ALM). Die zweite Einheit übernimmt das Non-Core-Geschäft sowie die Legacy-Positionen, die vor der Restrukturierung der Investment Bank angehörten. Per Ende Dezember 2018 beschäftigte UBS in diesem gesamten Geschäftsbereich 30'364 Mitarbeiter in über 35 Ländern, mit Hauptniederlassungen in Hongkong, London, New York City, Singapur, Sydney, Tokio und Zürich, die zuvor Teil der Investment Bank waren. In der Schweiz wurden in den letzten Jahren Dienstleistungszentren in Schaffhausen, Manno und Biel eröffnet, da dort u. a. die Mieten und Lohnkosten tiefer sind als am Paradeplatz in Zürich.

## Geschichte
Im Laufe der Geschichte formte sich der Konzern durch 300 Bankenfusionen und -ankäufe. Die Gründung der Bank in Winterthur im April 1862 gilt als Gründungsdatum der UBS. Die heutige UBS AG entstand im Juni 1998 aus dem Zusammenschluss der Schweizerischen Bankgesellschaft (SBG, auf Französisch und Italienisch mit UBS abgekürzt) mit Hauptsitz in Zürich und des Schweizerischen Bankvereins (SBV) mit Hauptsitz in Basel.
Von der Schweizerischen Bankgesellschaft wurde das Kürzel, vom Schweizerischen Bankverein das Schlüssel-Logo übernommen.

### Schweizerische Bankgesellschaft (SBG), 1862–1998

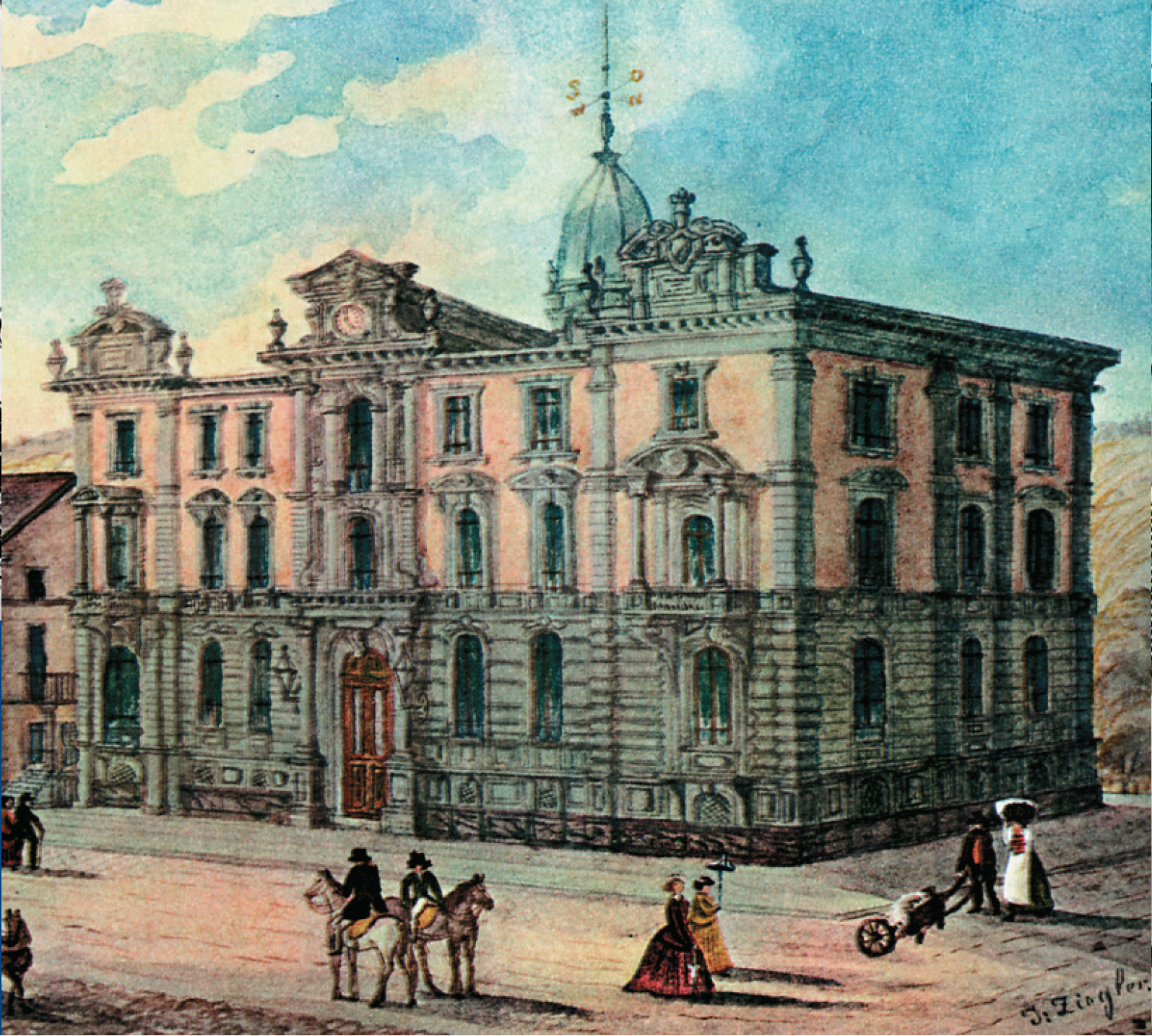
Bank in Winterthur, gegründet 1862
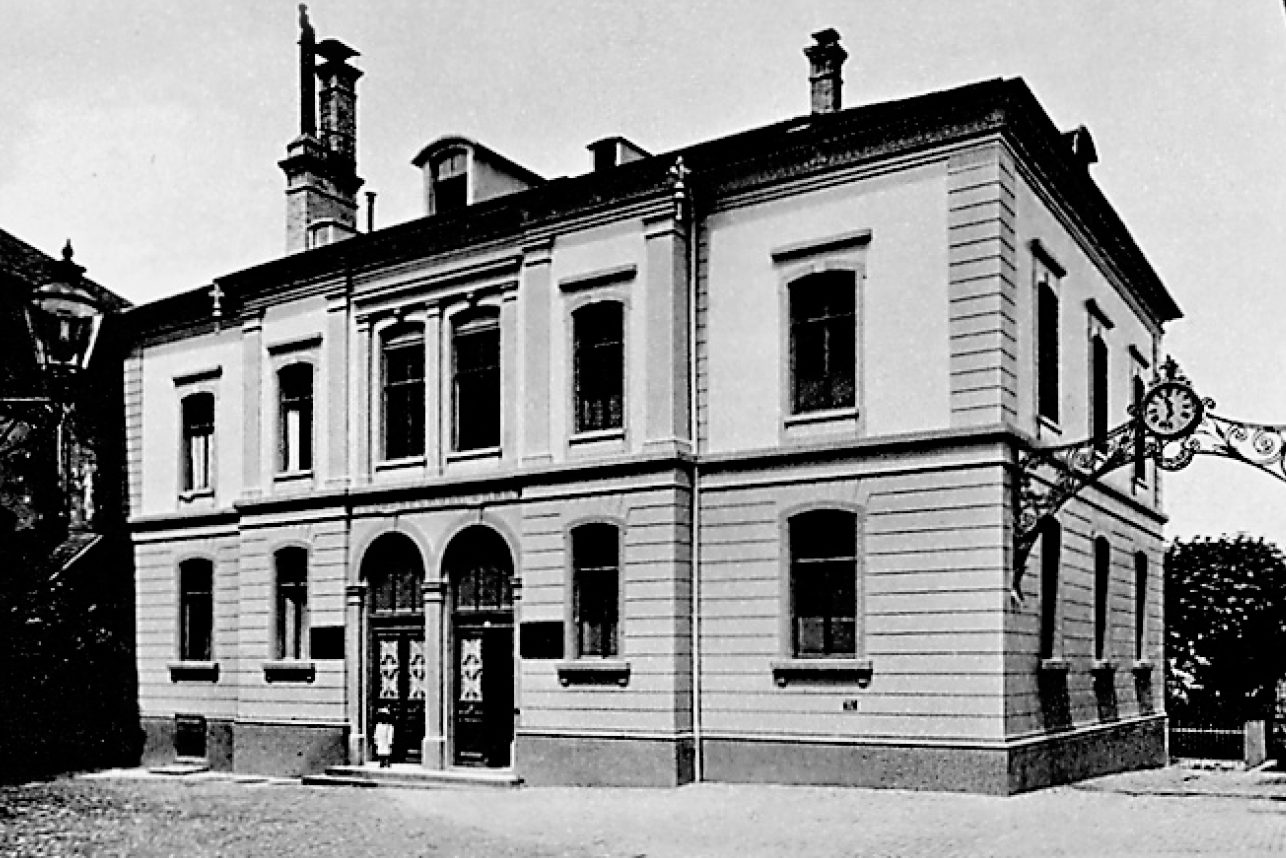
Toggenburger Bank, gegründet 1863

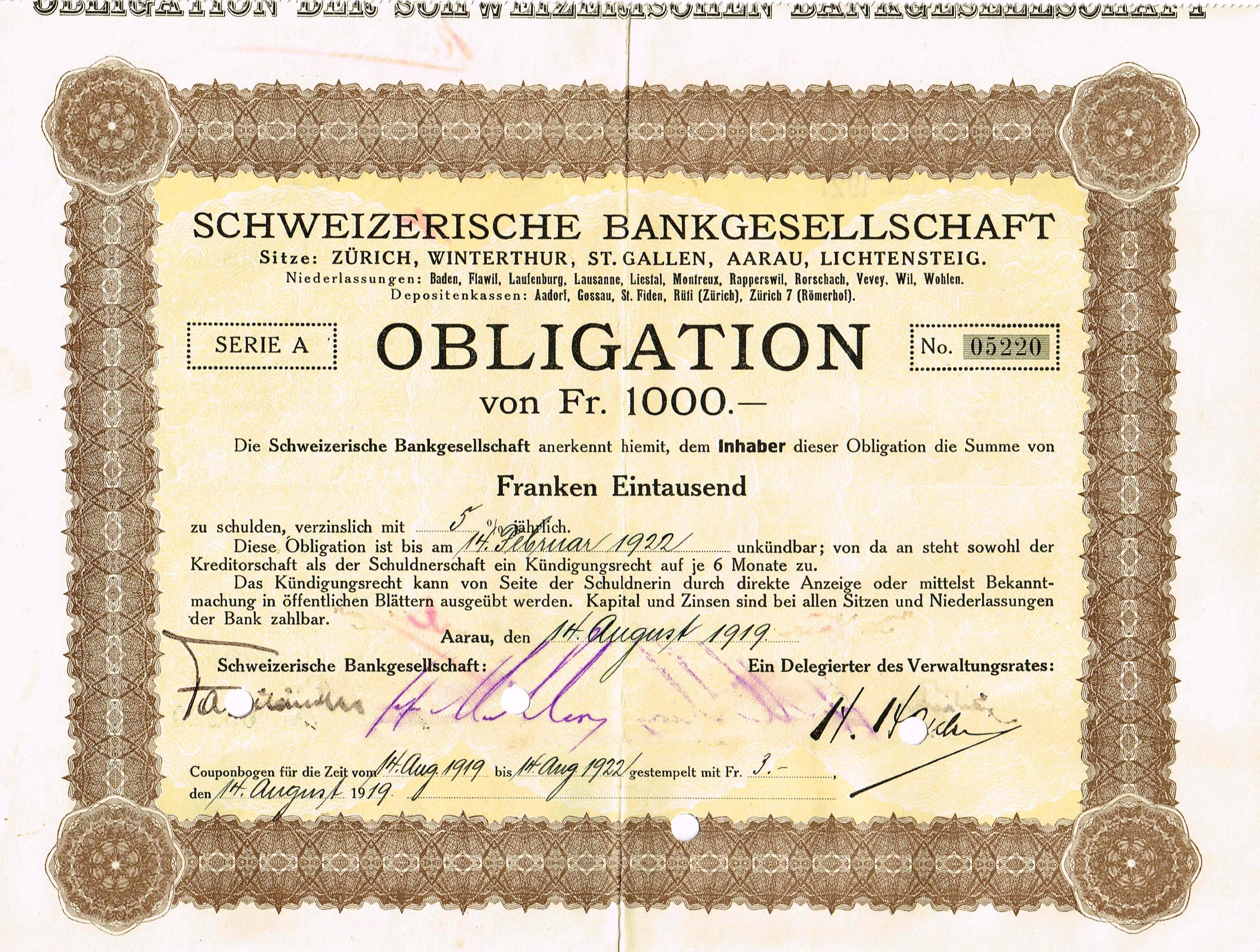
Obligation über 1000 Franken der Schweizerischen Bankgesellschaft vom 14. August 1919, ausgegeben in Aarau

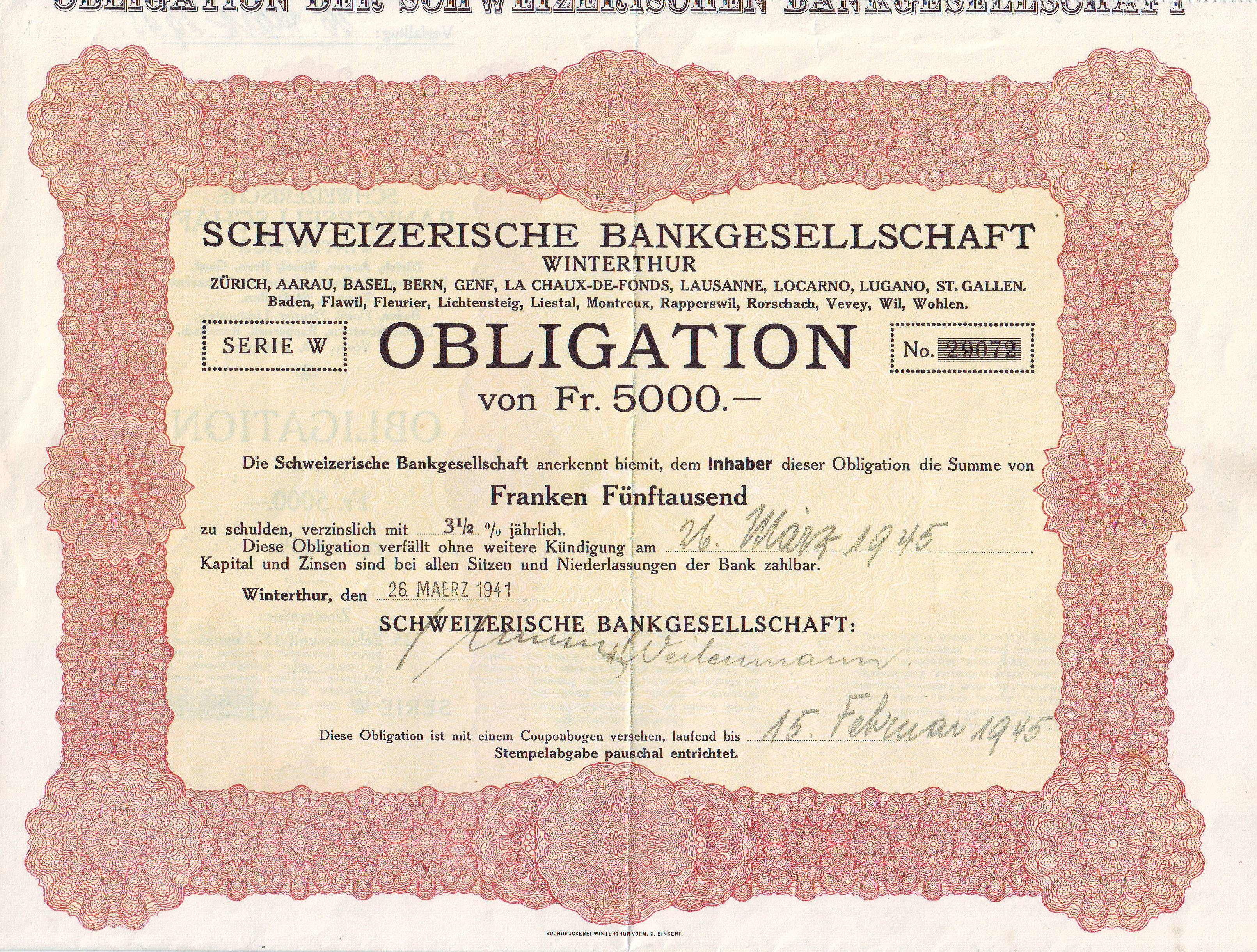
Obligation über 5000 Franken der Schweizerischen Bankgesellschaft vom 26. März 1941, ausgegeben in Winterthur

1912 schlossen sich die 1862 gegründete, im Kreditgeschäft und in der Eisenbahnfinanzierung tätige Bank in Winterthur und die Toggenburger Bank, die 1863 in Lichtensteig gegründet wurde und als Handels- und Notenbank tätig war, zur Schweizerischen Bankgesellschaft (SBG; Union de Banques Suisses, Unione di Banche Svizzere, Union Bank of Switzerland) zusammen.
Nach dem Ersten Weltkrieg expandierte die SBG im Inland durch mehrere Übernahmen und Filialeröffnungen in der ganzen Schweiz. Zum Aufschwung trugen auch das Auslandskreditgeschäft in Deutschland und Osteuropa sowie die Beteiligung an der Emission von Auslandsanleihen bei. Dank hoher Reservenbildung während dieser Zeit wurden die Weltwirtschaftskrise und der Zweite Weltkrieg überstanden, auch wenn die Bilanzsumme und das Kapital um rund die Hälfte zurückgingen.
Die SBG hatte lange Zeit mehrere Sitze, erst 1918 wurde die Zentralbuchhaltung, 1945 auch der Hauptsitz nach Zürich verlegt und die in Turbulenzen geratene Eidgenössische Bank übernommen. Nach 1945 wurde das Filialnetz der SBG im Inland weiter ausgebaut und 1960 die Zürcher Bank Cantrade mehrheitlich übernommen. 1967 fusionierte die SBG mit der Interhandel, einer ehemaligen Tarnfirma der I.G. Farben, wodurch sie zur damals grössten Schweizer Bank aufstieg. Ausserdem eröffnete sie ihre erste ausländische Niederlassung in London.
1975 wurde eine SBG-Niederlassung in New York City gegründet. Mitte der 1980er-Jahre begann die Umwandlung der SBG in ein globales Finanzinstitut durch den Ausbau des Investment Bankings, die Stärkung des internationalen Asset Managements und des Offshore-Finanzplatzes. Im Jahr 1985 kaufte die SBG die Deutsche Länderbank, Frankfurt am Main-Berlin, und firmierte sie in Schweizerische Bankgesellschaft (Deutschland) AG, Frankfurt am Main, um. 1986 folgte die Übernahme des in der institutionellen Vermögensverwaltung führenden Londoner Brokerage-Unternehmens Phillips & Drew. Hohe Kosten führten jedoch zu einer Änderung der Expansionsstrategie. In den weiteren Jahren übernahm die SBG mehrere andere Banken, unter anderem 1996 die Ersparniskasse Langenthal (EKL), die Appenzell-Ausserrhodische Kantonalbank oder die Hamburger Bank Schröder, Münchmeyer, Hengst & Co. im Jahr 1997. Dadurch gelangen der SBG der Einstieg ins Private Banking in Deutschland und der Ausbau ihres institutionellen und Anlagefondsgeschäfts. Am 30. Juli 1997 wurde die SBG in UBS umbenannt.

### Schweizerischer Bankverein (SBV), 1854–1998

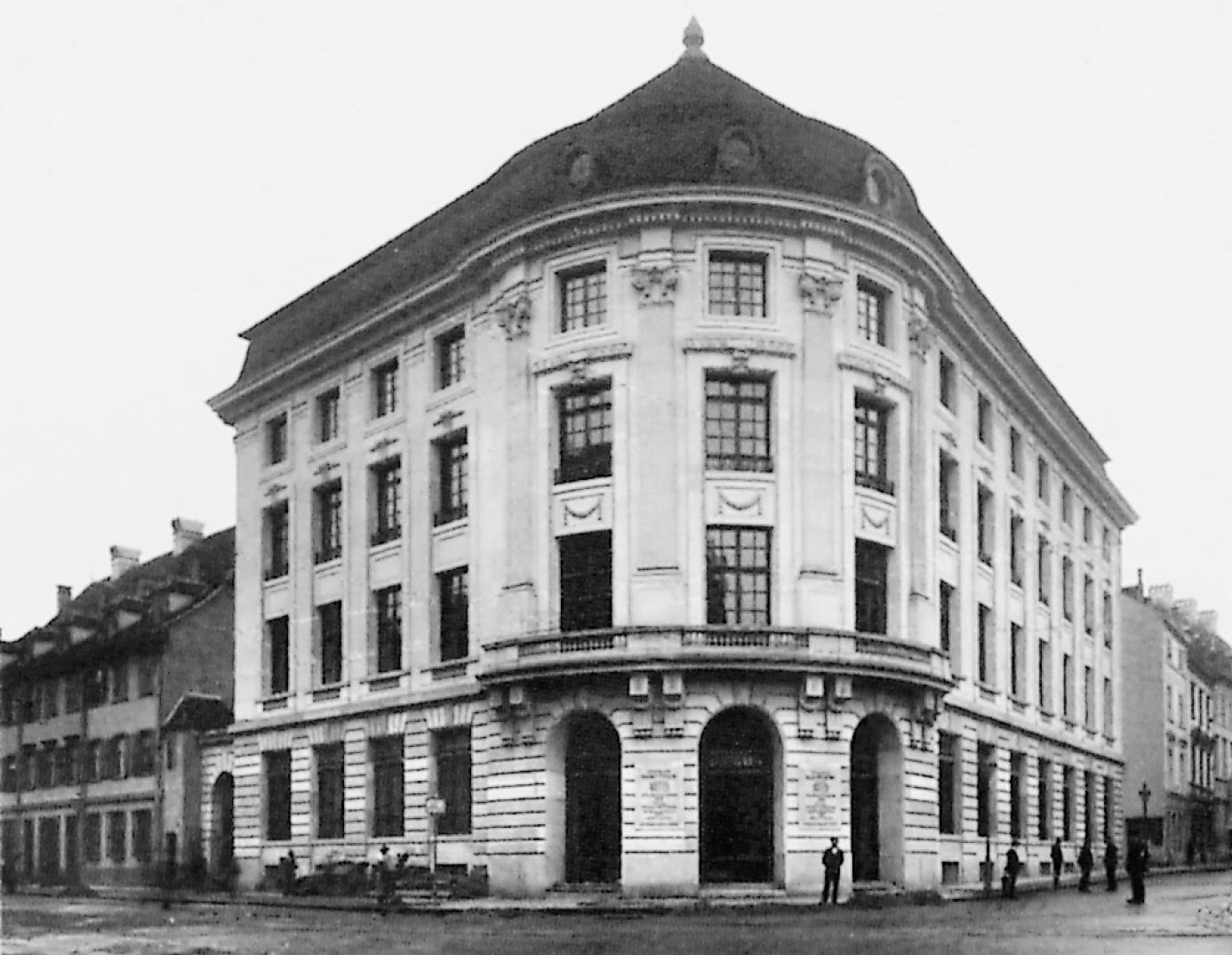
Hauptsitz des SBV, Basel, ca. 1920

1854 wurde in Basel unter dem Namen Basler Bankierverein ein Konsortium aus sechs Privatbanken gebildet, um Industrie- und Eisenbahnprojekte zu finanzieren. Nach dem Deutsch-Französischen Krieg setzte wirtschaftlicher Aufschwung an, der zu einem steigenden Kapitalbedarf führte. Um dieser Entwicklung Rechnung zu tragen, wurde 1871 unter dem Namen Basler Bankverein in Frankfurt durch das Konsortium mit dem Frankfurter Bankverein eine Aktiengesellschaft mit Sitz in Basel gegründet. Bereits im Jahre 1872 öffnete der erste Schalter des Basler Bankvereins. 1895 fusionierte die Bank mit dem Zürcher Bankverein, 1896 mit der Schweizerischen Unionbank in St. Gallen, 1897 mit der Basler Depositen-Bank und wurde in «Schweizerischer Bankverein (SBV)» umbenannt. Mit der Eröffnung von Filialen und der Übernahme der Banque d’Espine, Fatio & Cie. in Genf 1906, der Bank Fratelli Pasquali in Chiasso 1908 und der Banque d’escompte et de dépôts in Lausanne und Aigle 1912 expandierte SBV in die ganze Schweiz. Bereits 1898 wurde die erste Auslandsniederlassung in London eröffnet. 1917 änderte die Bank ihre sämtlichen Namen, mit Ausnahme des deutschen, in Société de Banque Suisse (SBS) (bis dahin Bankverein Suisse), Società di Banca Svizzera (SBS) und Swiss Bank Corporation (SBC) (Swiss Bankverein).

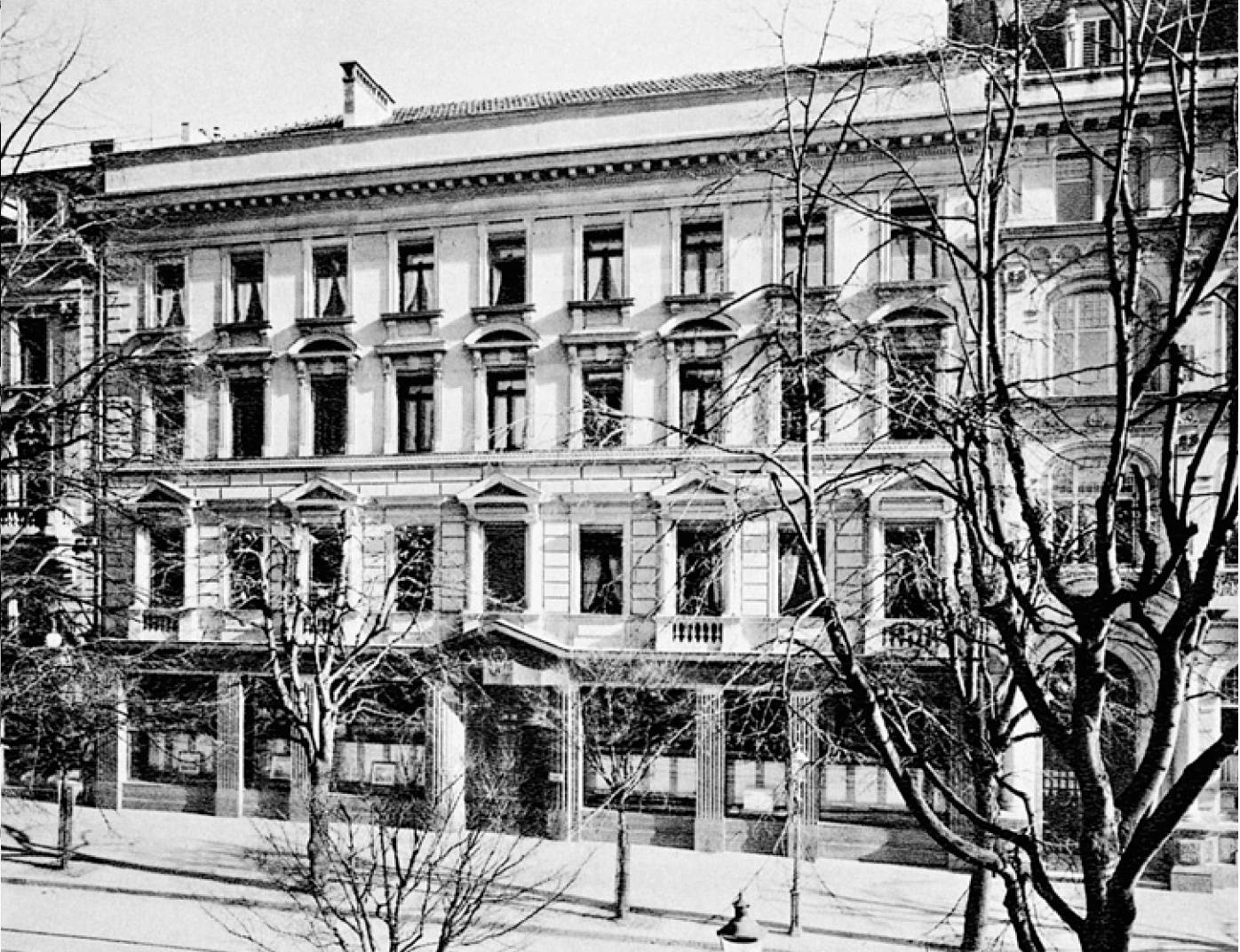
Gebäude des SBV, Zürich, 1912

1918 überstieg die Bilanzsumme der SBV erstmals eine Milliarde Schweizer Franken. Da die in Deutschland, Mitteleuropa und Italien geführten SBV-Geschäfte grösstenteils in Zürich bearbeitet wurden, wirkte sich die Weltwirtschaftskrise besonders stark auf die Rechnungsergebnisse des Sitzes Zürich aus und hatte einen starken Rückgang im Kredit- und Passivgeschäft sowie im Wertpapierhandel zufolge. Der Börsenumsatz des SBV Zürich, der an der Zürcher Börse den Umsatzanteil von circa 12 Prozent aufwies, sank von 658 Millionen im Jahr 1929 auf 378 Millionen Schweizer Franken 1935.
1936 gründete der Bankverein die Goldraffinerie Métaux Précieux S.A. in Le Locle. 1937 führte der SBV sein neues Logo mit den drei Schlüsseln ein, die Vertrauen, Sicherheit und Verschwiegenheit symbolisieren sollten. 1939 wurde in New York City die erste Niederlassung in den Vereinigten Staaten eröffnet.
1945 übernahm der Bankverein die zu den Schweizer Grossbanken zählende Basler Handelsbank, die am Ende des Zweiten Weltkrieges zahlungsunfähig geworden war. 1950 verfügte der Bankverein über 31 Niederlassungen in der Schweiz und drei im Ausland. Mit der wachsenden Verflechtung der internationalen Finanzmärkte folgte in den 1950er- und 1960er-Jahren ein Ausbau der Auslandspräsenz – vor allem in den Vereinigten Staaten, zudem in Kanada, Asien, Lateinamerika und Europa. Ab 1969 war die Bank auf allen fünf Kontinenten vertreten (1966 in Asien mit Tokio und 1969 in Australien mit Sydney). 1964 verlegten zwei Geschäftsleitungsmitglieder das erste Mal ihren Arbeitsplatz nach Zürich, der juristische Sitz blieb weiterhin in Basel. 1972 wurde mit der Ständerätin Lise Girardin (FDP) die erste Frau in den Verwaltungsrat gewählt.
Immobilienkrise und Deregulierung des Schweizer Bankensektors zu Beginn der 1990er-Jahre führte auch beim SBV zur Strategieänderung, die ihren Ausdruck in einer aktiven Expansionspolitik im Investment Banking und in der Vermögensverwaltung ausserhalb der Schweiz fand. So wurde 1992 die auf Derivate und Risikomanagement spezialisierte US-amerikanische O’Connors & Associates, 1995 die Londoner Merchant Bank S.G. Warburg übernommen und eigenes Risikomanagement grundlegend reformiert.
Am 4. Februar 1998 stimmten die Aktionäre auf einer ausserordentlichen Generalversammlung in Basel der Fusion mit der UBS zu. Am 15. April wurde die 126. (und letzte) ordentliche Generalversammlung des Schweizerischen Bankvereins in Basel abgehalten. Über das Wochenende des 27. und 28. Juni 1998 wurde die Fusion mit der UBS rechtlich vollzogen.

### Entstehung der UBS AG (1997/98) und Entwicklung bis 2007

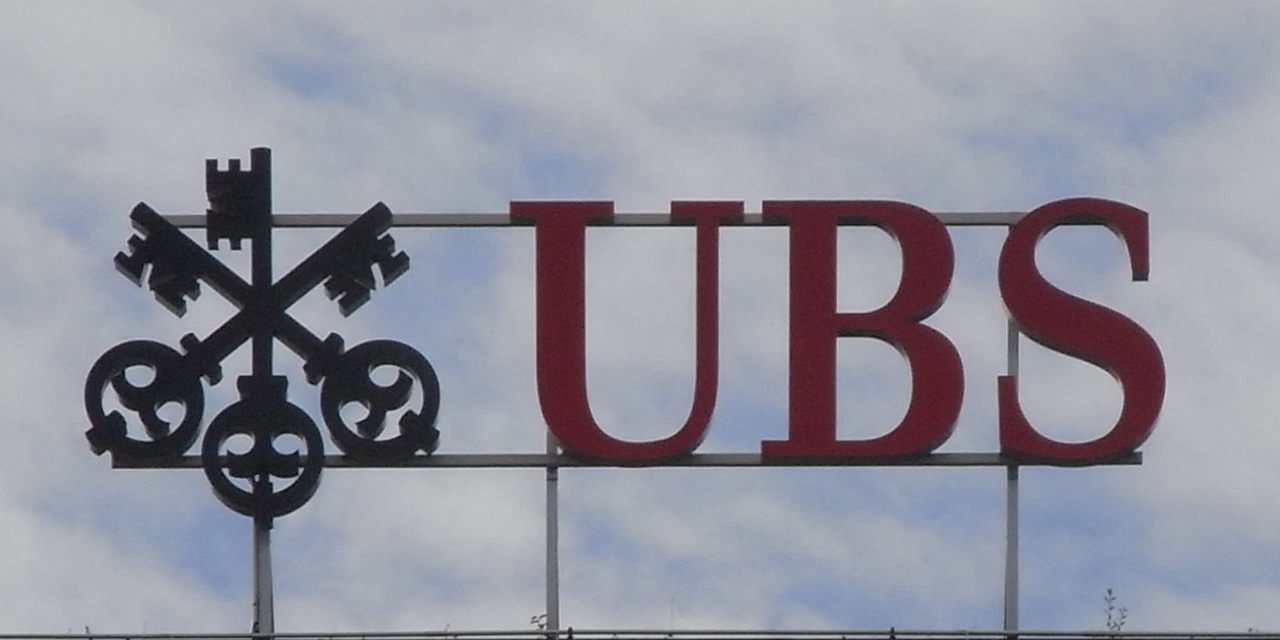
Das Logo der UBS enthält drei Schlüssel, die «Sicherheit, Vertrauen und Verschwiegenheit» symbolisieren sollen

Die Eidgenössische Wettbewerbskommission (Weko) wurde am 8. Dezember 1997 offiziell über die beabsichtigte Fusion der UBS und des Schweizerischen Bankvereins informiert und kündigte an, diese nach dem Einreichen aller notwendigen Unterlagen zu prüfen. Zu diesem Zeitpunkt betrugen die Bilanzsummen jeweils 400 Milliarden CHF (SBG/UBS) und 300 Milliarden CHF (SBV), so dass die (an der Bilanzsumme gemessen) zweitgrösste Bank der Welt entstehen sollte. Weltweit beschäftigten die beiden Banken 58'000 Mitarbeiter: 30'000 (SBG/UBS) und 28'000 (SBV). Vom SBV wurde dabei das Logo mit den drei Schlüsseln und von der SBG (Union de Banques Suisses) das französische Akronym «UBS» übernommen. Der Projekttitel der Fusion hiess ursprünglich «United Bank of Switzerland», welches somit das gleiche Akronym ergab. Aus markenrechtlichen Gründen wurde der Projekttitel nie zum offiziellen Namen der Bank. UBS ist daher keine Abkürzung, sondern ein Eigenname ohne weitere Bedeutung.
Am 4. Mai 1998 wurde die Fusion mit Auflagen genehmigt, und am 27./28. Juni 1998 rechtlich vollzogen.

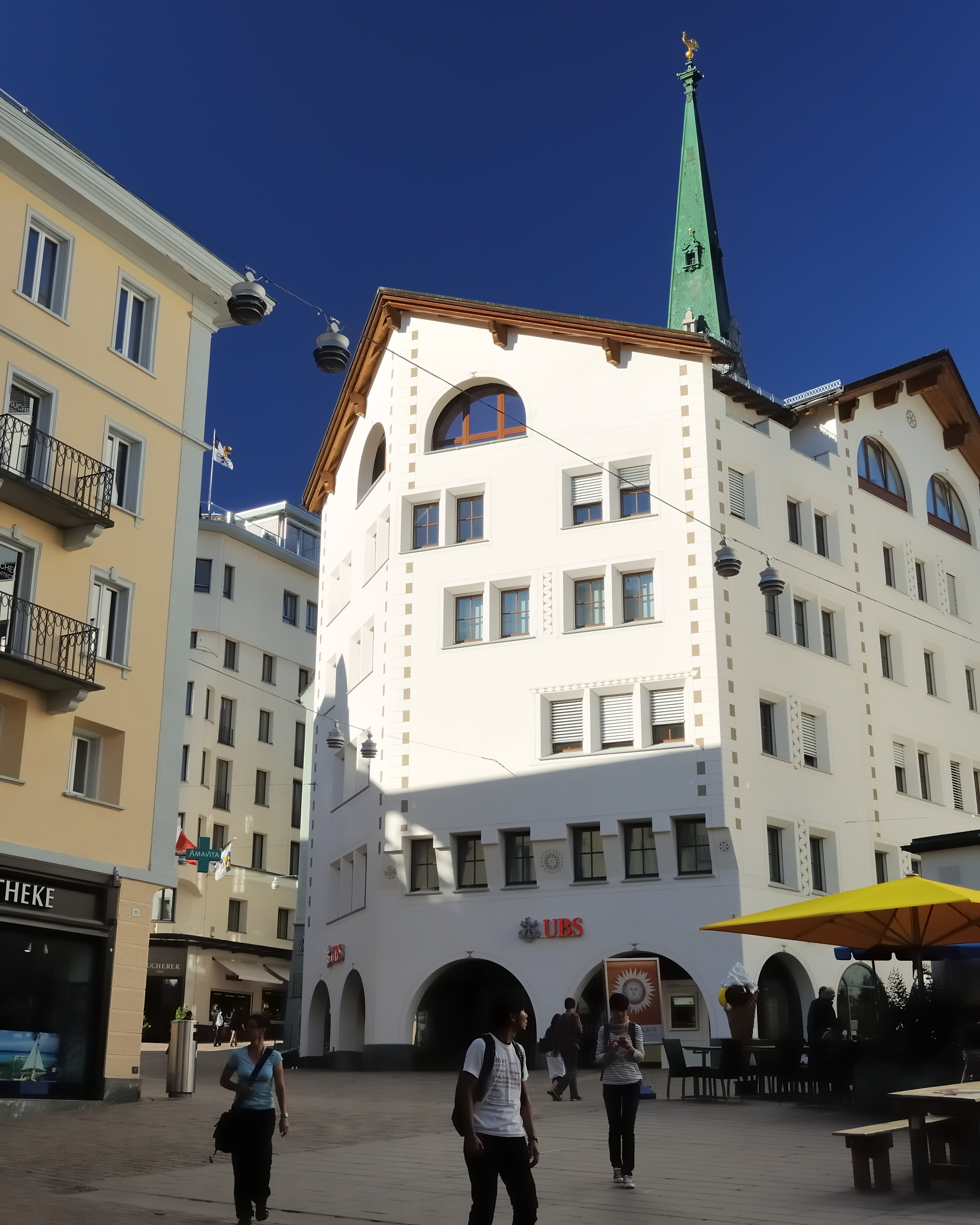
Filiale der UBS in St. Moritz

1999 wurde der auf das Portfoliomanagement für private und institutionelle Anleger sowie der auf das Anlagefondsgeschäft spezialisierte Asset-Manager GAM übernommen. Im Jahr 2000 wurde der US-amerikanische Vermögensverwalter PaineWebber Inc. gekauft. Drei Jahre später, im Mai 2003, übernahm die UBS die französische Vermögensverwaltungsgeschäft von der Lloyds TSB. Im September des gleichen Jahres kaufte sie das Prime-Brokerage-Geschäft von ABN AMRO. Im darauffolgenden Jahr 2004 erwarb UBS die Capital Markets Division der Charles Schwab Corporation sowie das Vermögensverwaltungsgeschäft der Bank Julius Bär in Nordamerika und das Vermögensverwaltungsgeschäft der Dresdner Bank Lateinamerika AG. Weiter kaufte die UBS 2004 mit der Sauerborn Trust AG das grösste Multi Family Office in Deutschland. 2005 übernahm die UBS den Immobilienarm der Siemens Kapitalanlagegesellschaft mbH und führte diese als UBS Real Estate Kapitalanlagegesellschaft mbH fort. Im September 2005 schloss die UBS einen Zusammenarbeitsvertrag mit der Bank of China.

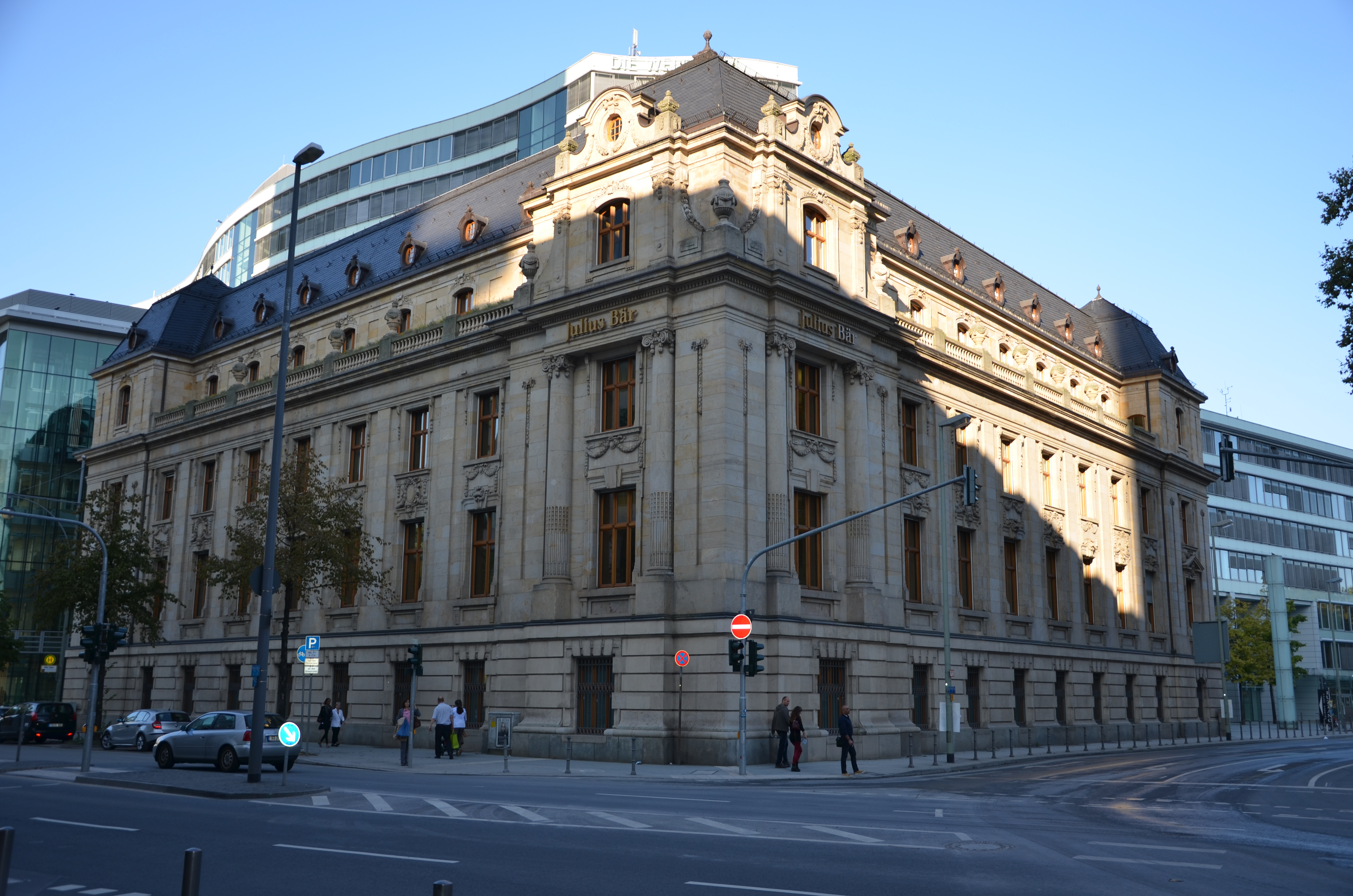
Filiale der Bank Julius Bär in Frankfurt am Main

Im Dezember 2005 verkaufte die UBS ihre drei unabhängigen Privatbanken, Ehinger & Armand von Ernst, Banco di Lugano und Ferrier Lullin, sowie GAM an die Julius Bär Holding, im April 2006 gab die UBS die Übernahme des Privatkundengeschäfts der Piper Jaffray Companies sowie im Mai die Übernahme der brasilianischen Investment-Bank Banco Pactual S.A. bekannt und übernahm die globalen Future- und Optionsgeschäfte von ABN AMRO. Im September 2006 erwarb die UBS das Geschäftsstellennetz von McDonald’s-Investments. Die Beteiligung an der Bank of China im Umfang von rund 3,4 Milliarden US-Dollar Limited H-Shares wurde 2008 an institutionelle Anleger verkauft.

### Beginn der Subprime-Krise (2007–2008)

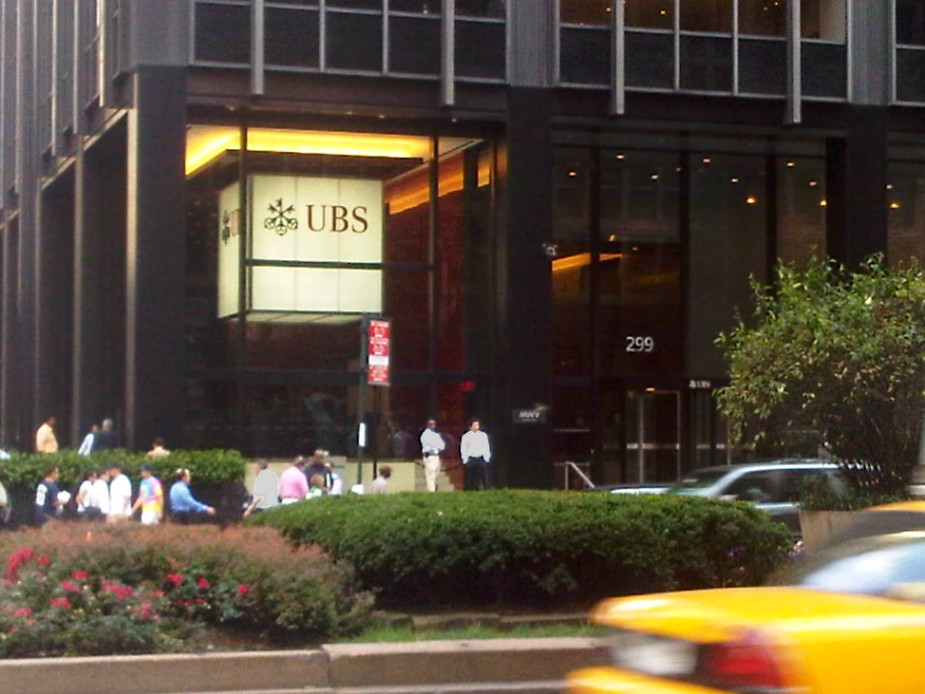
UBS-Filiale an der Park Avenue in New York City

Infolge der durch die Finanzkrise ab 2007 erlittenen Verluste musste die UBS am 10. Dezember 2007 zusätzliche Abschreibungen in Höhe von 10 Milliarden US-Dollar vornehmen. Um ihre Kapitalbasis zu stärken, kündigte die UBS gleichzeitig eine Kapitalerhöhung im Umfang von 13 Milliarden Franken in Form einer Privatplatzierung zweier Investoren an: elf Milliarden Franken entfielen auf die Government of Singapore Investment Corporation Pte Ltd. (GIC), den Staatsfonds von Singapur, und weitere zwei Milliarden Franken auf einen Investor aus dem Nahen Osten. Auf der ausserordentlichen Generalversammlung am 27. Februar 2008 stimmten die Aktionäre der geplanten Kapitalerhöhung mit klarer Mehrheit zu. Eine von der Ethos Stiftung beantragte Sonderprüfung wurde hingegen knapp abgelehnt.
Anfang April 2008 gab die UBS in einer Medienmitteilung bekannt, dass sie für das 1. Quartal 2008 einen Reinverlust von circa zwölf Milliarden Schweizer Franken und Abschreibungen in Höhe von circa 19 Milliarden US-Dollar auf Positionen im US-Immobilienmarkt und damit zusammenhängenden strukturierten Krediten erwartete. Damit erhöhte sich die Gesamtsumme der bisherigen Abschreibungen auf 40 Milliarden Schweizer Franken.
In einer am gleichen Tag veröffentlichten Medienmitteilung gab die UBS zudem bekannt, dass der bisherige Verwaltungsratspräsident Marcel Ospel, der 2001 Alex Krauer in dieser Funktion abgelöst hatte, nicht mehr zur Wiederwahl in den Verwaltungsrat zur Verfügung stehe. Der Verwaltungsrat der UBS gab darin zudem bekannt, dass er der Generalversammlung vom 23. April 2008 die Wahl von Peter Kurer in dieses Gremium vorschlage. Dieser sollte die Nachfolge von Marcel Ospel als Präsident übernehmen. Wie anlässlich der Veröffentlichung des Berichts «Finanzmarktkrise und Finanzmarktaufsicht» durch die Eidgenössische Finanzmarktaufsicht am 14. September 2009 bekannt wurde, erfolgte der Rücktritt von Marcel Ospel auf den damaligen Generalversammlungstermin auf Veranlassung der Eidgenössischen Bankenkommission.
Nachdem mehrere Banken in Europa und den Vereinigten Staaten staatliche Finanzhilfe erhalten hatten, griffen die Schweizerische Eidgenossenschaft und die Schweizerische Nationalbank (SNB) der UBS mit zwei Finanzspritzen unter die Arme, um gravierende, lang andauernde volkswirtschaftliche Konsequenzen eines drohenden Konkurses abzuwenden. Am 16. Oktober 2008 sprachen der Bund und die Nationalbank der UBS bis zu 60 Milliarden US-Dollar zu: Davon sollten 54 Milliarden US-Dollar von der Schweizerischen Nationalbank in eine Zweckgesellschaft zum Erwerb von problembehafteten Wertpapieren der UBS fliessen. Die Schweizerische Eidgenossenschaft selbst stellte der angeschlagenen UBS 6 Milliarden Franken in Form einer Pflichtwandelanleihe zur Verfügung.
Die Höhe der von der UBS in die Zweckgesellschaft zu transferierenden Aktiven wurde im Februar 2009 auf 39,1 Milliarden US-Dollar reduziert, wovon maximal 35 Milliarden US-Dollar von der SNB getragen wurden. Die Verwaltung dieser Aktiven wird von der UBS gegen Entschädigung durchgeführt.
Für das Geschäftsjahr 2008 vermeldete die UBS einen Reinverlust von 19,7 Milliarden Schweizer Franken, wobei der Verlust von über 8 Milliarden Schweizer Franken im vierten Quartal angefallen war. Im vierten Quartal hatte die UBS ihre Risikopositionen verringert und Kosten abgebaut, es waren jedoch über 80 Milliarden Schweizer Franken an Kundengeldern abgeflossen. Aufgrund eines positiven Nettozuflusses an Neugeldern im Januar – sowohl im Wealth Management als auch in der Vermögensverwaltung – sprach die UBS in einer Medienmitteilung von einem ermutigenden Start ins Jahr 2009, obwohl die Bank die Lage an den Finanzmärkten weiterhin als instabil bezeichnete. Der UBS-Konzernchef Sergio Ermotti bezeichnete im November 2012 rückblickend die damalige Krise als «Nahtod-Erfahrung».

### Rechtliche Auseinandersetzungen mit den Vereinigten Staaten (2008/2009)
Im Juni 2008 wurde öffentlich bekannt, dass das amerikanische Justizministerium und die Börsenaufsicht SEC gegen die UBS ermittelten. Der Verdacht lautete auf regelmässige Beihilfe der UBS für zehntausende US-Staatsbürger zur Steuerhinterziehung in den Jahren von 2000 bis 2007. Raoul Weil, damaliges Mitglied der UBS-Konzernleitung, wurde vom Department of Justice in Florida angeklagt. Im November 2014 wurde er nach einem 3-wöchigen Prozess freigesprochen.
Die Vereinigten Staaten beantragten im Sommer 2008 in einem Amtshilfeverfahren von der Schweiz die Herausgabe der Daten der betroffenen Bankkunden. Die Eidgenössische Steuerverwaltung (EStV) leitete eine Prüfung ein, ob die Preisgabe vertraulicher Bankdaten im Einklang mit dem zwischen der Schweiz und den Vereinigten Staaten geltenden Doppelbesteuerungsabkommen stünde. Laut den in der Schweiz geltenden Regeln dürfen Banken Kundendaten nur weitergeben, wenn gegen konkrete Personen strafrechtlich relevante Vorwürfe erhoben werden. Die Nichtangabe von Vermögens- und Einkommenswerten gilt in der Schweiz nicht als Steuerbetrug, sondern als Steuerhinterziehung.
Erste Untersuchungsergebnisse der EStV bezüglich der Preisgabe der von den Vereinigten Staaten geforderten Kundendaten wurden nach Angaben der Neuen Zürcher Zeitung für März oder April 2009 angekündigt. Dies dauerte den US-amerikanischen Behörden zu lange und der Schweiz wurde eine Frist gesetzt, bis zu deren Ablauf sie die geforderten Daten herauszugeben hatte – anderenfalls drohte die Einleitung eines Strafverfahrens gegen die UBS in den Vereinigten Staaten. Kurz vor Ablauf dieser Frist, am 18. Februar 2009, lenkte die UBS schliesslich ein. Auf Veranlassung der Schweizer Finanzmarktaufsicht FINMA gab sie die geforderten 250 bis 300 Kundendaten heraus und stimmte einer Zahlung von 780 Millionen US-Dollar als «Rückzahlung ungerechtfertigter Gewinne» (die in diesen Fällen auf rund 300 Millionen US-Dollar bei «hinterzogenen» 18 Milliarden US-Dollar geschätzt wurden) samt Strafaufschlag zu. Dass die FINMA in diesem Fall einen Verstoss gegen das Bankgeheimnis zuliess, begründete sie mit den Artikeln 25 und 26 des Schweizer Bankengesetzes, die bei «drohender Insolvenzgefahr» «Schutzmassnahmen» gestatten. Die Herausgabe der Kundendaten wurde daher als Schutzmassnahme vor einem Gerichtsprozess in den Vereinigten Staaten betrachtet, der die UBS zu weitaus höheren Strafzahlungen hätte verurteilen können. Schweizer Medien und Politiker reagierten empört auf diese «Preisgabe des Bankgeheimnisses» – die Neue Zürcher Zeitung bezeichnete dieses Vorgehen am nächsten Tag als «Kapitulation im Steuerstreit mit den USA».
Der Aktienkurs der UBS fiel am folgenden Freitag, dem 20. Februar 2009, um 14 Prozent auf 11 Schweizer Franken und am Montag darauf um weitere 9,1 Prozent auf 10 Schweizer Franken. Nachdem die Aktie am Dienstag erstmals unter 10 Franken geschlossen hatte, erholte sie sich in den folgenden Tagen wieder auf über 11 Schweizer Franken, fiel aber am 5. März erneut auf ein Rekordtief von 9,52 Schweizer Franken.
Die Zahlung von 780 Millionen US-Dollar und die Herausgabe von 250 bis 300 Kundendaten wurden in den Medien oft als «Ausgleich» bezeichnet. Tatsächlich handelte es sich hierbei jedoch um eine aussergerichtliche Einigung (Deferred Prosecution Agreement), bei welcher der Beschuldigte «eine gewisse Verantwortung für illegales Verhalten» eingesteht, eine Busse bezahlt, Besserung gelobt und einer Beaufsichtigung zustimmt. Im Gegenzug wird vorläufig keine Anklage vor Gericht erhoben, was für ein Unternehmen existenzbedrohend sein könnte (so brach die Revisionsgesellschaft Arthur Andersen in den Vereinigten Staaten 2002 aufgrund eines Gerichtsprozesses zusammen und zehntausende Angestellte wurden entlassen). Es bleibt jedoch die Möglichkeit der Anklageerhebung weiterhin bestehen, insbesondere wenn der Beschuldigte im Verlauf einer von der Staatsanwaltschaft festgelegten «Bewährungsphase» nicht ausreichend (nach Ermessen der Staatsanwaltschaft) mit der Staatsanwaltschaft kooperiert und sein rechtswidriges Handeln nicht einstellt. Zudem droht die Staatsanwaltschaft mit der Veröffentlichung der Anklageschrift.
Im Falle der UBS betrug diese Bewährungsphase 18 Monate. Am 20. Februar 2009 untersagte das Schweizer Bundesverwaltungsgericht die Herausgabe der UBS-Kundendaten, nachdem acht betroffene Bankkunden Beschwerde gegen die Verfügung der FINMA eingereicht hatten.
Auf der UBS-Generalversammlung am 14. April 2010 in Basel wurde das Traktandum über die Entlastung des Verwaltungsrates für die Jahre von 2007 bis 2009 intensiv diskutiert. Der Grund dafür war die als riskant erachtete Wirtschaftspraxis, die vom damaligen Verwaltungsrat unter der Präsidentschaft von Marcel Ospel verfolgt und genehmigt worden war. Der UBS-Verwaltungsrat entschied sich im Dezember 2009, keine Klage gegen die vorherigen Verwaltungsräte zu erheben. Eine Entlastung, Décharge genannt, die der Verwaltungsrat auf der Generalversammlung beantragte, hätte die Verwaltungsräte in den Jahren 2007 bis 2009 vor Klagen geschützt. Vor der Abstimmung führten die Aktionäre eine emotionale Diskussion, ebenso wurden kritische Stimmen gegen die Verwaltungsräte laut. Die Aktionäre stimmten schliesslich der Décharge des Verwaltungsrates für die Jahre 2008 und 2009 zu, jedoch verweigerten sie diese mit 52,75 Prozent der Stimmen für das Jahr 2007. Damit waren die damaligen UBS-Verantwortlichen Marcel Ospel, Peter Wuffli, Marcel Rohner und Peter Kurer weiterhin nicht vor Klagen geschützt. Neu in den Verwaltungsrat wurde zudem der Lufthansa-Konzernchef Wolfgang Mayrhuber gewählt.
Im Sommer 2015 nahmen US-amerikanische Behörden erneut Ermittlungen gegen die UBS auf. Gebüsst würden Verkäufe von durch Hypotheken gesicherten Wertpapieren, auch Mortgage Backed Securities genannt. Die Investoren seien nicht vollumfänglich über die Wertpapiere informiert worden.
Als Reaktion auf die Finanzkrise 2008/2009 forderten die US-amerikanischen Behörden 2012 von den Banken detaillierte Abwicklungspläne ein, die im Fall des eigenen Zusammenbruchs eine für die Finanzwelt sichere Abwicklung gewährleisten sollten. Die ausgearbeiteten Notfallpläne, die von UBS sowie Credit Suisse, Deutsche Bank und Barclays den US-Finanzaufsichtsbehörden Fed und FDIC vorgelegt worden waren, wurden von diesen Ende 2018 genehmigt.

### Hoher Verlust durch Handelsgeschäfte eines Mitarbeiters (2011)
Am 15. September 2011 teilte die UBS vor Börsenbeginn mit, dass ein Händler bei ungenehmigten Handelsgeschäften schätzungsweise 2 Milliarden US-Dollar (ca. 1,74 Milliarden Schweizer Franken) Verlust verursacht habe. Es seien keine Kundenpositionen betroffen.
Die Bank gab eine Gewinnwarnung für das laufende dritte Quartal heraus.
In London war wenige Stunden zuvor der 31-jährige UBS-Investmentbanker Kweku Adoboli festgenommen worden. Dieser wurde im November 2012 von einem Gericht in London wegen Betrugs zu einer Freiheitsstrafe von sieben Jahren verurteilt. Er legte Berufung gegen das Urteil ein. Die Eidgenössische Finanzmarktaufsicht (FINMA) hatte noch am Tag von Adobolis Verhaftung, dem 16. September 2011, eine umfassende, unabhängige Untersuchung in Zusammenarbeit mit der britischen Finanzmarktaufsicht Financial Services Authority (FSA) angekündigt.
Am 18. September 2011 bezifferte die UBS den Verlust auf 2,3 Milliarden US-Dollar (ca. 2 Milliarden Schweizer Franken).
Weiter gab die UBS an, der Verlust sei durch unautorisierten, spekulativen Handel mit verschiedenen Aktienindexfutures des S&P 500, DAX und Euro Stoxx im Verlauf der letzten drei Monate entstanden. Dabei habe der Händler, der im Bereich «Global Synthetic Equity» in London arbeitete, die Risikolimiten überschritten. Dies habe er aber dadurch verdeckt, dass er Schein-Absicherungsgeschäfte getätigt habe, was zu einer Verfälschung der tatsächlichen Dimension des Risikos geführt habe. Nachdem die UBS-Kontrollstellen die Positionen des Händlers geprüft und Rückfragen an ihn gerichtet hätten, habe dieser am 14. September 2011 seine unerlaubten Aktivitäten zugegeben. Der UBS-Verwaltungsrat setzte einen speziellen Ausschuss ein, um zu den unerlaubten Handelsaktivitäten und deren Bezug zum Kontrollumfeld eine unabhängige Untersuchung durchzuführen.
Im September 2011 übernahm der Vorstandsvorsitzende Oswald Grübel die Verantwortung für den Vorfall und trat zurück.  Am 5. Oktober 2011 wechselte die UBS im Bereich Global Equities der Investment Bank die zwei Co-Leiter aus. Ausserdem wurden gegen weitere Mitarbeiter Disziplinarmassnahmen ergriffen.

### Libor-Skandal 2012–2013
Im Rahmen des so genannten «Libor-Skandals», bei dem Manipulationen des Referenzzinssatzes LIBOR sowie weiterer Zinssätze – nämlich EURIBOR und japanischer TIBOR – im Interbankengeschäft bekannt wurden, stimmte die UBS im Dezember 2012 einer Vergleichszahlung von rund 1,4 Milliarden Schweizer Franken an US-amerikanische, britische und Schweizer Behörden zu. Ausserdem räumte UBS Securities Japan in einem Anklagepunkt den Betrug durch Manipulation von Referenzzinssätzen ein.
Da die UBS in einem Strafverfahren des EU-Kommissars für Wettbewerb gegen das Libor-Kartell als eine von zwei Kronzeuginnen aufgetreten war, verzichtete die EU-Kommission im Dezember 2013 auf eine Geldbusse der Bank von 2,5 Milliarden Euro. Sechs andere Banken zahlten Bussen in Höhe von insgesamt 1,7 Milliarden Euro.

### Verurteilung in Frankreich
Nach einer ersten Voruntersuchung im März 2011 leitete die Staatsanwaltschaft in Paris im April 2012 Ermittlungen zu UBS-Geschäftsaktivitäten in Frankreich wegen des Verdachts auf Geldwäscherei und Beihilfe zur Steuerhinterziehung ein. Auslöser waren anonym an französische Behörden übermittelte Unterlagen gewesen, die auf die Existenz von nicht-deklarierten UBS-Konten französischer Kunden in der Schweiz und auf parallele Bankaufzeichnungen für die Jahre von 2002 bis 2007 hingewiesen haben sollen.
Im Juli 2012 fanden Hausdurchsuchungen in der UBS-Niederlassung in Bordeaux und bei UBS-Managern in Strassburg statt. Einige Monate später, im Oktober 2012, erklärte Jean-Frédéric de Leusse, Chef von UBS Frankreich, bei internen Untersuchungen der Bank seien keine betrügerischen Machenschaften festgestellt worden.
Wegen des Vorwurfs des illegalen Anwerbens von Kunden sowie der Geldwäscherei und der Hehlerei wurden formelle Ermittlungsverfahren zunächst gegen Patrick de Fayet, der in den Jahren 2008 und 2009 die Position des UBS-Generaldirektors in Frankreich innehatte, sowie einen ehemaligen UBS-Leiter in Lille, und einige leitende UBS-Angestellte in Strassburg aufgenommen, und ab Ende Mai 2013 wegen des Verdachts auf Vertuschung von Steuerhinterziehung auch gegen die UBS Frankreich. Als «Zeugin mit Rechtsbeistand» bekam die Bank einen Status als Beschuldigte und Zeugin gleichzeitig.
Im Juni 2013 wurden die Ermittlungsverfahren auf die Schweizer UBS ausgeweitet. Die französische Staatsanwaltschaft verdächtigte die Bank, an gesetzeswidrigen Vertriebspraktiken in Frankreich beteiligt gewesen zu sein.
Während der noch anhängigen Rechtsverfahren erhob im Februar 2014 eine ehemalige Marketingchefin von UBS Frankreich in einem Buch den Vorwurf, die Bank habe aktiv an Steuerhinterziehung für Kunden mitgewirkt. UBS bestritt ihre Darstellungen.
Am 20. Februar 2019 wurde die UBS durch ein Pariser Gericht zu einer Strafzahlung von 3,8 Milliarden Euro verurteilt. Die Richterin befand, dass durch UBS das Umwerben von Kunden auf französischem Boden und die Anstiftung zum Steuerbetrug systematisch betrieben worden sei und beurteilte das Vergehen als extrem schwerwiegend. Die französische Tochter von UBS wurde zu einer Strafe von 15 Millionen Euro verurteilt. Fünf Manager des Konzerns wurden zu Bewährungs- und Geldstrafen bis zu 300 000 Euro verurteilt. Die Anwälte von UBS kündigten Berufung an. Im Dezember 2021 sprach ein Pariser Berufungsgericht die Schweizer Grossbank der unerlaubten Geldgeschäfte und der Beihilfe zur Geldwäsche der Erträge aus Steuerbetrug schuldig. Der Cour d’appel legt der UBS die Zahlung von insgesamt 1,8 Milliarden Euro auf. Die Zahlung setzt sich aus einer Busse von einer Milliarde Euro und Schadensersatz in Höhe von 800 Millionen Euro zusammen. Damit senkte das Gericht das Strafmass, das ein anderes Gericht 2019 in einem ersten Urteil über Gericht eine Rekordstrafe von insgesamt 4,5 Milliarden Euro verhängt hatte. Das Urteil ist noch nicht rechtskräftig. Es besteht die Möglichkeit, den Kassationshof anzurufen, der den Fall aber nicht neu aufrollen, sondern lediglich über mögliche Verfahrensfehler entscheiden würde.

### Ermittlungsverfahren in Deutschland und in Grossbritannien
Im Jahr 2012 hatte eine vom Bundesland Nordrhein-Westfalen angekaufte Daten-CD Ermittlungen gegen die UBS wegen Beihilfe zur Steuerhinterziehung ausgelöst, wobei deutsche Kunden bei der Bank bis zu 20 Milliarden Schweizer Franken unversteuert angelegt haben sollen. Der Konzern einigte sich mit den Steuerbehörden im Juli 2014 auf die Zahlung einer Busse von rund 300 Millionen Euro.
Im September 2016 wurde in der Schweiz Klage gegen den Angestellten, der die Daten-CD an Nordrhein-Westfalen verkauft hatte, wegen Verletzung des Bankgeheimnisses erhoben. Während des laufenden Verfahrens setzte er sich nach Deutschland ab. Nach einem Indizienprozess verurteilte das Schweizer Bundesstrafgericht ihn im Januar 2019 in Abwesenheit zu einer Gefängnisstrafe von 40 Monaten wegen Wirtschaftsspionage sowie zu einer bedingten Geldstrafe wegen Geldwäsche und unerlaubtem Munitionsbesitz.
Nach dem Entscheid der Londoner High Court of Justice 2014 musste die Bank die Verluste in Höhe von 400 Millionen Euro aus hochriskanten Spekulationen im KWL-Skandal mit den Kommunalen Wasserwerken Leipzig selber tragen. Im Urteil wurde festgestellt, dass sich einer der KWL-Geschäftsführer von Finanzberatern bestechen liess, während der zweite Geschäftsführer half, dies zu verschleiern.

### Restrukturierung
UBS Group AG wurde am 10. Juni 2014, als Holdinggesellschaft des UBS-Konzerns in der Schweiz in der Form einer Aktiengesellschaft nach schweizerischem Recht gegründet und in das Handelsregister des Kantons Zürich eingetragen. UBS Group AG hat ihren 2018 renovierten Hauptsitz in Zürich, ihre Aktien haben die ISIN CH0244767585. Die primäre operative Einheit der Gruppe ist derzeit die UBS AG, die im Jahre 1978 gegründete und in die Handelsregister der Kantone Basel-Stadt (am 28. Februar 1978) und Zürich (am 13. Februar 1998) eingetragene Aktiengesellschaft mit ihren registrierten Sitzen in Basel und Zürich. Weder die Unternehmensbereiche der UBS AG, noch das Corporate Center sind rechtlich selbständige Einheiten, sondern führen ihre Geschäftsaktivitäten über die weltweiten Niederlassungen des Stammhauses aus. Darüber hinaus werden die Geschäfte – wo nötig oder wünschenswert – auch über lokale Tochtergesellschaften ausgeführt.
Im Rahmen der Restrukturierungsmassnahmen waren keine Änderungen im Verwaltungsrat oder in der Geschäftsleitung der UBS beabsichtigt. Die Einrichtung einer Konzern-Holdinggesellschaft verfolgte hauptsächlich den Zweck, die Abwicklungsfähigkeit der Gruppe mit Blick auf die schweizerischen Anforderungen an das Grössenvertrauen (Too-big-to-fail-Anforderungen) zu verbessern und die jeweils geltenden Anforderungen in anderen Ländern, in denen die Gruppe Geschäfte tätigt, zu erfüllen. So sollten Strukturen geschaffen werden, die im Falle einer Krise erlauben würden systemrelevante Teile fortzuführen und Problemgeschäfte abzuspalten.
Die Umstrukturierung wurde durch einen Aktientausch abgewickelt. Dabei erwarb per 31. Dezember 2014 die UBS Group AG 96,68 Prozent der Aktien der UBS AG. Nach Abschluss der Transaktion wurde die UBS Group AG zur Holdinggesellschaft der UBS AG und deren drei Tochtergesellschaften in der Schweiz, im Vereinigten Königreich und den Vereinigten Staaten.
Die UBS Group AG hat im Rahmen eines Squeeze-out-Verfahrens, das in der zweiten Jahreshälfte 2015 abgeschlossen wurde, eine Kraftloserklärung beantragt, die vom Handelsgericht des Kantons Zürich genehmigt wurde. Danach wurden die Aktien der verbleibenden Minderheitsaktionäre der UBS AG automatisch in die Aktien der UBS Group AG umgetauscht, und die UBS Group AG wurde damit zu 100 Prozent Eigentümerin der UBS AG.
Die Aktien der UBS Group sind seit dem 28. November 2014 an der SIX Swiss Exchange (Tickersymbol: UBSG) kotiert und werden seit demselben Tag auch an der New York Stock Exchange (Ticker-Symbol: UBS) regulär gehandelt. Im Januar 2015 erfolgte die Dekotierung der Aktien der UBS von der NYSE. Nach Abschluss des Squeeze-out-Verfahrens fand auch die Dekotierung der Aktien der UBS von der SIX statt.
Neben der Einrichtung einer neuen Holdinggesellschaft wurden folgende Veränderungen vorgenommen:
- In Absprache mit den britischen und schweizerischen Aufsichtsbehörden wurde das Geschäfts- und Betriebsmodell für die UBS Limited überarbeitet mit der Folge, dass die UBS Limited in höherem Mass die Risiken und Chancen ihrer geschäftlichen Aktivitäten zu tragen hat bzw. behalten wird.[41] Die Gruppe hat die Kapitalisierung von UBS Limited entsprechend erhöht.
- In den Vereinigten Staaten hat die Gruppe die neuen Regeln für ausländischen Banken (bekannt gegeben vom Federal Reserve Board in den Abschnitten 165 und 166 des Dodd-Frank) implementiert. Zum 1. Juli 2016 wurden sämtliche US-Tochtergesellschaften der UBS unter UBS Americas Holding LLC als Zwischenholdinggesellschaft zusammengefasst, die Eigentümerin des gesamten Geschäfts in den Vereinigten Staaten mit Ausnahme der US-Geschäftsstellen der UBS AG wurde.[41]
- Im Jahresverlauf 2016 wurden die meisten operativen Tochtergesellschaften von Asset Management an die UBS Asset Management AG übertragen. Wealth-Management-Tochtergesellschaften in Italien, Luxemburg (einschliesslich der Niederlassungen in Dänemark, Österreich und Schweden), den Niederlanden und Spanien mit der UBS Deutschland AG, die in UBS Europe SE umbenannt wurde, um eine neue europäische Rechtseinheit zu gründen, die ihren Hauptsitz in Frankfurt am Main (Deutschland) hat.[41]
- 2016 wurde die UBS Group Funding (Switzerland) AG – eine hundertprozentige direkte Tochtergesellschaft der UBS Group AG – gegründet, deren Zweck in zukünftiger Emission von verlustabsorbierenden zusätzlichen Kernkapitalinstrumenten und nicht nachrangigen unbesicherten Schuldtiteln besteht.[41]

Regulatorische Anforderungen und weitere externe Entwicklungen könnten zu weiteren Änderungen an der Rechtsstruktur des Konzerns führen, wie der Übertragung von operativen Tochtergesellschaften der UBS in direkte Tochtergesellschaften der UBS Group AG, der weiteren Konsolidierung operativer Tochtergesellschaften in der Europäischen Union sowie Anpassungen betreffend den Standort von Produkten und Dienstleistungen. Diese strukturellen Änderungen werden mit der FINMA und anderen regulatorischen Aufsichtsbehörden erörtert.

### Skandal um den malaysischen Staatsfonds 1MDB
Der Enthüllungs-Blog «Sarawak Report» veröffentlichte am 12. Juli 2016 Dokumente, die nachweisen, dass im Jahr 2014 rund 1,9 Milliarden US-Dollar aus dem Umfeld des malaysischen Staatsfonds 1MDB auf ein UBS-Konto in Singapur abgezweigt worden sind. Damit sollte die UBS in eine der grössten Geldwäscherei-Affären der Geschichte verwickelt sein, wie auch die Privatbanken BSI, Falkon, Coutts und Rothschild. Es wird verdächtigt, dass der malaysische Premier Najib Razak und einige seiner Vertrauten insgesamt bis zu 4 Milliarden US-Dollar aus dem Staatsfonds 1MDB in die eigenen Taschen umgeleitet hatten. Die neue Schätzung von Wall Street Journal beläuft sich auf bis zu 6 Milliarden US-Dollar. Die UBS realisierte nachträglich selbst, dass mit den Transaktionen etwas nicht stimmte, und erstattete Meldung an die Behörden. Die Schweizerische Bundesanwaltschaft eröffnete nach aktuellem Stand kein Strafverfahren gegen die UBS.

### Geschäftsaktivitäten im Ausland
Im Herbst 2018 wurden Pläne der UBS bekannt, das Geschäft im Bereich Vermögensverwaltung von superreichen US-Amerikanern (in den Vereinigten Staaten, aber auch in Hong Kong und Singapur) wieder aufzunehmen. Zu diesem Zweck wurden die Abteilungen Wealth Management und Wealth Management Americas zu einem Geschäftsbereich Global Wealth Management zusammen gelegt. Nach Einschätzung der UBS gibt es 14'200 US-Bürger mit mehr als 100 Millionen und weitere 700 Bürger mit mehr als 1 Milliarde Schweizer Franken. Mit dem 2014 in Kraft getretenen FATCA-Abkommen erhalten US-Behörden automatisch Informationen über Bankkonten von US-Bürgern in der Schweiz, was das Risiko von regulatorischen Problemen reduziert.
Als erste Auslandsbank in der Volksrepublik China erwarb die UBS 2018 eine Mehrheit an einem inländischen Finanz-Joint Venture. Der chinesische Regulierer CSRC erteilte der UBS die Genehmigung, ihren Anteil an UBS Securities – seinen Investmentbanking-Ableger in China – auf 51 Prozent zu erhöhen. Die UBS kaufte dafür 12 Prozent der Aktien von China Guodian Capital Holdings sowie 14 Prozent vom Landwirtschaftskonglomerat Cofco. Nach Aussage von UBS-CEO Sergio Ermotti, «biete die weitere Öffnung des chinesischen Finanzsektors grossartige Chancen für das Wealth Management, das Investmentbanking und das Asset Management».
2018 erklärte Kirk Gardner, die UBS plane den Wiedereintritt in den indischen Wealth-Management-Markt und wolle bis Ende des Jahres die Belegschaft in Indien auf 3'000 Mitarbeiter ausbauen. Dabei sollen im Land zusätzliche Dienstleistungszentren eingerichtet werden. Derzeit verfügt die UBS über je ein Zentrum in Mumbai und Pune. Im Oktober 2018 eröffnete die UBS in Pune ein neues Technologie-Zentrum, wo 1'300 Angestellte beschäftigt werden sollten. Ausserdem wird von der UBS IT-Arbeit im Wert von mehr als 1 Milliarde Dollar ausgelagert.

### UBS in Deutschland, Österreich und der Schweiz
Der deutsche Markt war für die UBS und ihre Vorgänger SBV und SBG sehr wichtig. Deshalb wurde noch kurz vor der Fusion die wichtige deutsche Privatbank Schröder Münchmeyer Hengst (SMH) gekauft und die Vermögensverwaltung vorerst unter diesem Namen weitergeführt. Zum 1. Juli 2003 wurde SMH vollständig in die Struktur der UBS integriert und hiess seitdem UBS Wealth Management AG. Am 3. Juli 2005 wurden in Deutschland die UBS-Geschäftsbereiche Wealth Management, Investment Bank und zum Teil Asset Management in der neuen Gesellschaft UBS Deutschland AG zusammengefasst.
Derzeit verfügt die UBS in Deutschland über Niederlassungen in Berlin, Hamburg, Frankfurt am Main, Düsseldorf, Stuttgart und München. UBS bietet den Kunden in Deutschland Dienstleistungen in den Bereichen Wealth Management, Investment Banking und Asset Management an. Trotz des schwierigen deutschen Marktes strebt die UBS an, ab 2018 nachhaltig profitabel zu sein.
In Österreich ist die UBS seit 1994 mit einer Niederlassung in Wien präsent. Derzeit verfügt die UBS in Österreich auch über eine Filiale in Salzburg. UBS bietet den österreichischen Kunden Dienstleistungen in den Bereichen Wealth Management, Investment Banking und Asset Management an. Privatpersonen wird eine umfassende Vermögensplanung, Unternehmen und Institutionen eine grosse Auswahl an den in Österreich zum Vertrieb zugelassenen UBS Fonds angeboten.
Die UBS legte zum 1. Dezember 2016 die meisten ihrer Wealth-Management-Einheiten in Europa (darunter auch in Deutschland und Österreich) zu einer Rechtseinheit, der UBS Europe SE, zusammen. Die neue europäische Tochtergesellschaft hat ihren Hauptsitz in Frankfurt am Main und ist über ein Netz von Niederlassungen auf den europäischen Märkten vertreten. Die Unternehmensform der Societas Europaea ermöglicht der UBS strategische Flexibilität.

### Rebranding
Im Juni 2015 kündigte der Kommunikationschef der UBS Group AG an, dass der Auftritt gegen innen und aussen überarbeitet werde. Die Veröffentlichung des Projekts «it’s time» wurde für den Herbst 2015 angekündigt, eine neue Werbekampagne wurde im September gestartet. Sie soll das Vertrauen in die Bank wieder aufbauen und dank der vorwiegend digitalen Kampagne die nächste Generation als Kunden gewinnen.

### Übernahme der Credit Suisse

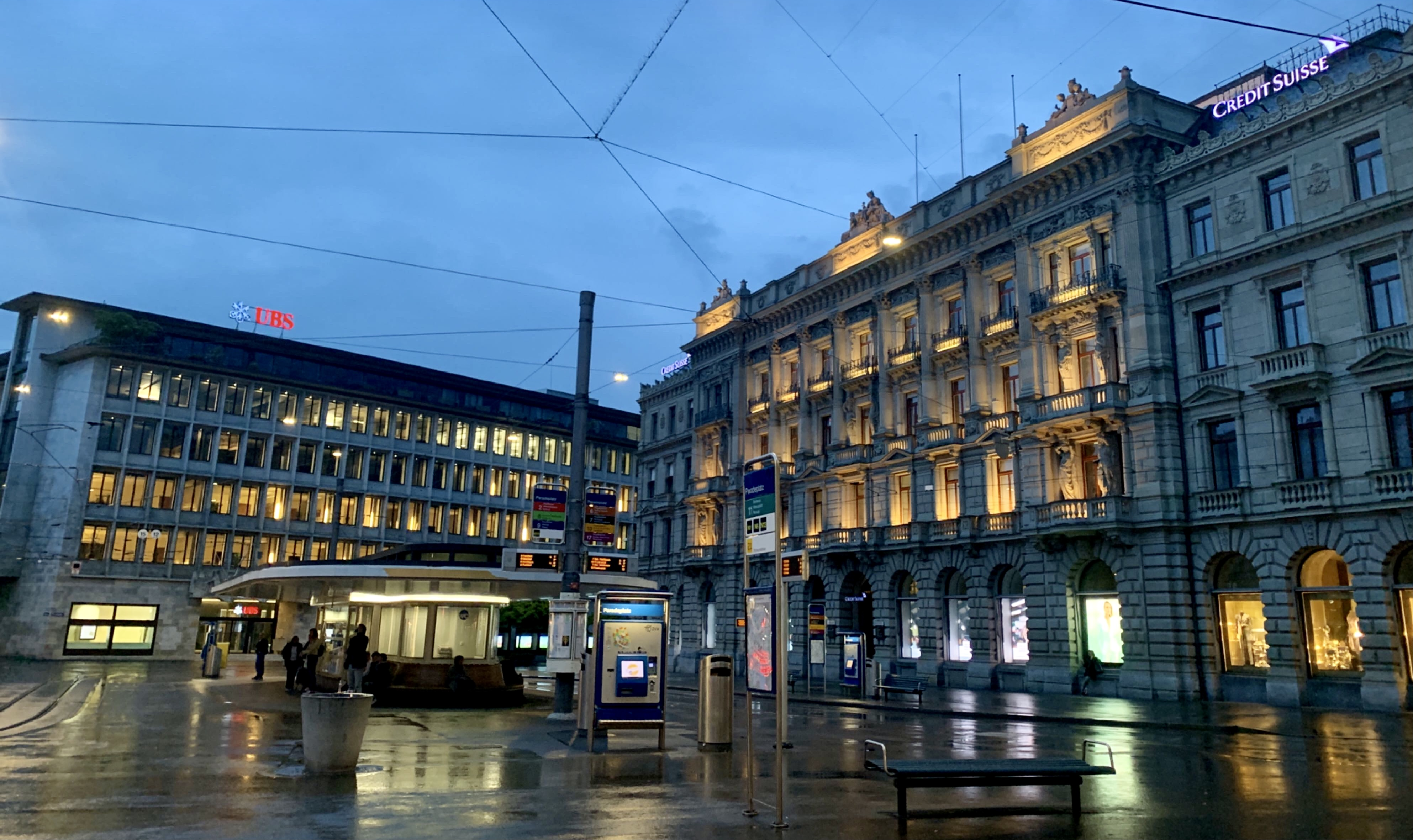
UBS (links) und Credit Suisse am Paradeplatz in Zürich (2019)

Am 19. März 2023 wurde bekannt, dass die angeschlagene Credit Suisse und die UBS einen Fusionsvertrag abgeschlossen hatten, wonach die UBS die fortbestehende Einheit sein werde. Gemäss den Bedingungen des Fusionsvertrags erhielten alle Aktionäre der Credit Suisse für 22,48 Aktien der Credit Suisse 1 Aktie der UBS. Dabei fiel auf, dass bestimmte Anleihen der Credit Suisse auf null abgeschrieben wurden, obwohl die Eigenkapitalgeber nicht ihr gesamtes Kapital verloren: Die Pflichtwandelanleihen (Coco-Anleihen) wären in Aktien der Credit Suisse zu wandeln gewesen, für die man wie für die übrigen Aktien zu den genannten Bedingungen Anteile an der UBS erhalten hätte. Deshalb laufen international Klagen gegen die Finma und die UBS.
Die Schweizerische Nationalbank stellte für die Übergangszeit gemäss ihrem gesetzlichen Auftrag allenfalls nötige Liquidität in Höhe von insgesamt 250 Milliarden Franken zur Verfügung, zu einem Zinssatz von 150 Basispunkten oberhalb des Swiss Average Rate Overnight (SARON), der als Interbankenzins in der Regel dem SNB-Leitzins entspricht. Für die Banken entstanden also durch die Inanspruchnahme dieser Liquidität erhebliche Kosten. Da es sich nicht um Solvenzhilfen handelte, mussten die Banken die Kredite bei Inanspruchnahme auch besichern durch Sachwerte (im Fall von ausserordentlichen Liquiditätshilfen) oder Konkursprivileg (im Fall von ELA plus). Diese Funktion einer Zentralbank, im Fall von Liquiditätsengpässen als Kreditgeber letzter Instanz aufzutreten, ist international allgemein üblich. In diesem Fall hatte sich die SNB jedoch zusätzlich zu 100 Milliarden Franken beim Bund rückversichert; die Kosten dieser Garantie trugen die Banken in Höhe von 25 Basispunkten: Sie zahlten dem Bund also 250 Millionen pro Jahr für das Bereitstellen einer Rückversicherung für den Fall, dass sie die Kreditlinien zur Liquiditätshilfe in Anspruch nahmen, jedoch nicht zurückzahlen konnten und sich auch die bei Inanspruchnahme der Kreditlinien bereits übergebenen Garantien als ungenügend erweisen sollten. Um die Compliance-Risiken innerhalb des Investment-Banking der Credit Suisse abzufedern, sprach der Bund ausserdem eine Garantie für etwaige Verluste in Höhe von 9 Milliarden Franken gegenüber der UBS aus. Dabei wären die ersten fünf Milliarden Franken Verlust von der UBS selbst zu tragen gewesen. Am 11. August 2023 gab die UBS bekannt, dass sie auf die Garantien des Bundes für die Liquiditätshilfe und die Verlustrisiken verzichte; damit tragen die Steuerzahlenden keine Risiken mehr. Der Bund erzielte aus den Garantien Einnahmen von rund 200 Millionen Franken.
Der Bundesrat ermöglichte diese Bankenfusion mit einer Verordnung, die sich auf Notrecht stützte. Damit wurde auch die für Fusionen erforderliche Zustimmung der Aktionäre ausgehebelt. Gestützt auf diese Verordnung beschloss der Bundesrat mit der notwendigen Zustimmung der Finanzdelegation der Eidgenössischen Räte die beiden dringlichen Kredite des Bundes über 9 und 100 Milliarden Franken. Die Bundesversammlung genehmigte diese Kredite an ihrer ausserordentlichen Session vom 11. und 12. April 2023 allerdings nicht. Bis zu diesem Zeitpunkt war der Garantievertrag zwischen dem Bund und der UBS noch nicht abgeschlossen, was die Frage aufwarf, ob der Bundesrat diesen Vertrag nach dem Nein des Parlaments noch abschliessen durfte. Am 8. Juni 2023 setzte die Bundesversammlung eine Parlamentarische Untersuchungskommission «zur Untersuchung der Geschäftsführung der Behörden im Zusammenhang mit der Notfusion der Credit Suisse mit der UBS» ein.
Am 14. April 2023 genehmigte das Federal Reserve Board der US-Notenbank Fed die Übernahme der US-Tochtergesellschaften. Die Bank of England sowie die Europäische Kommission hatten ihre Zustimmung bereits zuvor gegeben. Per 5. April 2023 wurde wieder der frühere CEO Sergio Ermotti eingesetzt.
Die UBS übernahm die Credit Suisse Group AG am 12. Juni 2023. Die CS-Aktien wurden am 13. Juni 2023 in UBS-Aktien umgewandelt und von den Börsen in Zürich sowie New York dekotiert. Am 31. August 2023 wurde bekannt, dass die Credit Suisse (Schweiz) AG vollständig in die UBS integriert werde. Am 19. Dezember 2023 machte die Financial Times öffentlich, dass der aktivistische schwedische Investor Cevian sich für 1,2 Mrd. Euro mit 1,3 % an UBS beteiligt habe, um das volle Potenzial dieser grössten Fusion seit der Finanzkrise auszuschöpfen.
2023 erzielte die UBS einen Rekordgewinn von rund 29 Milliarden US-Dollar, dies aufgrund des Buchgewinns (Badwill) aus dem Zusammenschluss. Allein im letzten Quartal des Jahres 2023 wurden 4336 Arbeitsplätze abgebaut. Die erste Generalversammlung der neuen UBS fand am 24. April 2024 statt, wie üblich in der Basler St. Jakobshalle.
Am 31. Mai 2024 gab die UBS bekannt, dass sie die rechtliche Fusion der beiden Stamm- oder Mutterhäuser UBS AG und Credit Suisse AG vollzogen habe. Auf die Fusion der Mutterhäuser folgte jene der operativen Einheiten in den Ländern, so wurde am 1. Juli 2024 die rechtliche Fusion der Credit Suisse (Schweiz) AG und der UBS Switzerland AG bekannt gegeben. Nun werde schrittweise die Migration der Schweizer CS-Kundengeschäfte auf die UBS-Systeme vollzogen, was mehrheitlich im Jahr 2025 stattfinden soll.
Am 20. Dezember 2024 wurde der Bericht der Parlamentarischen Untersuchungskommission veröffentlicht.

## Konkurrenz
Auf globaler Ebene konkurriert die UBS mit den grossen, globalen Investmentbanken wie JPMorgan Chase, Goldman Sachs, Merill Lynch etc. Im Jahr 2018 lag die UBS im Rating der weltgrössten Banken (nach Aktiva) von S&P Global auf Platz 34.
Die grössten Konkurrenten der UBS auf nationaler Ebene sind die Raiffeisen Bank, Postfinance, die Migros Bank und einige Kantonalbanken, wie z. B. die Zürcher Kantonalbank und die Banque Cantonale Vaudoise.
In Europa konkurriert die UBS mit verschiedenen Grossbanken wie der Deutschen Bank, HSBC, BNP Paribas, Natixis, Royal Bank of Scotland, Santander und Unicredit. Im aktuellen Rating der grössten europäischen Banken (nach Aktiva) von S&P Global belegt die UBS Platz 15.
In den Vereinigten Staaten steht die UBS im Wettbewerb mit den dort ansässigen amerikanischen Grossbanken wie Citigroup, Bank of America, Goldman Sachs, JP Morgan und Morgan Stanley.

## Kritik
1997 machte der bei der SBG angestellte Nachtwächter Christoph Meili die Vernichtung von Akten aus der Zeit des Nationalsozialismus publik. Auf internationalen Druck hin Im selben Jahr richteten der Schweizerische Bankverein und die Schweizerische Bankgesellschaft zusammen mit der Credit Suisse einen Fonds zur Entschädigung von Holocaust-Opfern ein. Den Banken wurde vorgeworfen, Guthaben im Wert von mehreren hundert Millionen US-Dollar zu lagern, die deutsche Nationalsozialisten jüdischen Bürgern geraubt und in der Schweiz deponiert haben.
Wie auch andere Schweizer Banken wurden die Vorgänger der UBS für ihre Geschäftsbeziehungen mit Südafrika zur Zeit der Apartheid kritisiert. 2002 wurde in New York eine Klage von 91 Apartheid-Opfern gegen UBS, Credit Suisse und 20 weitere westlichen Unternehmen eingereicht, die durch Zusammenarbeit mit Südafrika dessen Menschenrechtsverstösse unterstützt haben sollen. Die Klage wurde im November 2004 abgewiesen und befindet sich in der Berufung.
Die UBS engagiere sich laut einer belgischen und einer niederländischen Nichtregierungsorganisation in der Finanzierung von Unternehmen, die an der Entwicklung oder Produktion von Streubomben beteiligt sind, wobei dieses Engagement mit 465 Millionen US-Dollar beziffert wird.
Die Schweizerische Bundesanwaltschaft eröffnete 2012 ein Strafverfahren gegen die UBS wegen des Verdachts auf Geldwäscherei. Nach Angaben des Bruno Manser Fonds soll Musa Aman, Regierungschef eines malaysischen Bundesstaats, von Holzkonzernen für die Erteilung von Holzkonzessionen und für die Exportgenehmigung von Tropenhölzern Bestechungsgelder verlangt und diese bei der UBS anschliessend gewaschen haben.
Seit November 2016 steht die UBS wegen ihrer Mitfinanzierung der Eigentümer der umstrittenen Dakota Access Pipeline (DAPL) in der Kritik. Die Pipeline führt von North Dakota nach Illinois und verläuft durch die Stammesgebiete der dortigen Ureinwohner Sioux. Barack Obama liess den Weiterbau der Ölleitung Ende 2016 stoppen, Donald Trump genehmigte ihn zu Beginn seiner Präsidentschaft wieder. Ein Bericht der Informationssendung «10 vor 10» im SRF vom 22. Februar 2017 zeigt, dass die UBS eine wichtige Rolle bei der Finanzierung der Pipeline bzw. der Unternehmen dahinter spielt. Andere Finanzinstitute wie die grösste norwegische Bank DNB und die niederländische ABN AMRO beendeten wegen der Kritik an dem Projekt hinsichtlich Menschenrechts- und Umweltrisiken ihre finanzielle Beteiligung an dem Vorhaben.
2024 wurde die UBS vom Finanzdepartement mit 50'000 Franken gebüsst, da sie Gelder vom jemenitischen Ex-Präsidenten Ali Abdullah Salih in Millionenhöhe angenommen hatte, ohne den Behörden einen Verdacht auf Geldwäscherei zu melden.
Die Kohleindustrie wird nach wie vor von der UBS mitfinanziert (Stand: 2025).

## Mediale Rezeption
- Der Fall. Wie die UBS in den Strudel der Finanzkrise geriet. Dokumentation, Schweiz, 2008, 50 Min., Buch und Regie: Hansjürg Zumstein, Produktion: SF, Link zum Video.

## Auszeichnungen
Das Magazin Global Finance hat in seinem Report World’s Best Bank 2017 die UBS in den folgenden Kategorien ausgezeichnet:
- Best Investment Bank; Best M&A Bank[172]
- Best Foreign Exchange Bank.[171]

Im Jahr 2018 wurde UBS vom Global Finance in der Kategorie Best Private Bank for Intergenerational Wealth Management ausgezeichnet.
In seiner Auszeichnungsserie Awards for Excellence verlieh das Finanzmarktmagazin Euromoney 2017 zum sechsten Mal in Folge die Auszeichnung Best Bank in Switzerland an die UBS. Zudem erhielt die UBS die Auszeichnungen Best Investment Bank in Switzerland sowie Western Europe’s best bank for advisory 2017 und als beste globale Privatbank.

## Marketing
Die Kommunikationspolitik der UBS schliesst die Öffentlichkeitsarbeit mit ein, wobei auch Sponsoring-Aktivitäten eine wichtige Rolle spielen. Nach eigenen Angaben beruht die Sponsoring-Strategie der Gruppe auf der Spezialisierung. Historisch gesehen, haben sich Sport und (zeitgenössische) Kunst als zwei Hauptbereiche herauskristallisiert. Die UBS ist auch auf anderen Gebieten, wie z. B. Forschung, aktiv.

### Sport
Seit 2010 engagiert sich die UBS als Sponsor der Formel 1, und seit 2011 als Teampartner von Mercedes-AMG Petronas. Ausserdem ist die UBS Offizieller Sponsor des Monaco Grand Prix und Prestige Partner des Automobile Club de Monaco (ACM). Im Jahr 2013 weitete die UBS ihre Tätigkeit im Sportsponsoring auf den Skisport aus und wurde Offizieller Partner der Hahnenkamm-Rennen in Kitzbühel.
Auf nationaler Ebene unterstützt die UBS unter anderem den UBS Kids Cup mit über 850 Leichtathletik-Wettbewerben und 130‘000 Teilnehmenden, die IAAF Diamond League Veranstaltung Weltklasse Zürich sowie seit 1982 als Hauptsponsor Athletissima in Lausanne und seit 2014
Gala dei Castelli.
An den fünften Swiss Sponsorship Awards 2017 wurde der UBS Kids Cup als Kampagne des Jahres 2016 und die UBS für das beste Sportsponsorship ausgezeichnet. Als ausschlaggebende Gründe wurden hierbei Innovation und Nachhaltigkeit sowie eine klare Zielgruppendefinition und digitale Aktivierung angeführt.
Bei dem ältesten Eishockey-Klubturnier der Welt Spengler Cup Davos trat die UBS erstmals im Jahr 1985 erstmals als Hauptsponsor auf und unterstützt seitdem diese bedeutende Sportveranstaltung.
Seit 2015 betätigt sich die UBS als Titelsponsor bei dem Hongkongs ältesten Profisportereignis und einem der renommiertesten internationalen Golfturniere Asiens – UBS Hong Kong Open.
Durch die Fusion mit der Credit Suisse wurden auch deren Sponsoringaktivitäten übernommen, u. a. die der Super League, wobei der Titel Credit Suisse Super League wegen des laufenden Vertrags für die Saison 2024/25 noch beibehalten wurde. Wie es danach weitergeht ist noch offen.

### Kunst
Im Bereich Kunst engagiert sich die UBS als Global Lead Partner bei Art Basel und tritt als Aktivpartner in zeitgenössischen Kunstprojekten wie z. B. Guggenheim UBS MAP Global Art Initiative auf. Ausserdem geben Art Basel und UBS eine jährliche Publikation heraus, The Art Market. Die Publikation stellt eine jährliche Analyse des globalen Kunstmarktes dar.

### Andere Bereiche
Für Aufsehen und Kontroverse sorgte das 2012 gegründete UBS International Center of Economics in Society als assoziiertes Institut der Universität Zürich. Unter dem Titel «Zürcher Appell» hatten 27 Wissenschafter den Vertrag zwischen der UBS und der Universität Zürich öffentlich kritisiert. Der Hauptpunkt der Kritik im Hinblick auf die Glaubwürdigkeit der öffentlichen Einrichtung war der Anschein der Befangenheit der Universität. Die Mehrheit der Kritiker hielt aber auch fest, dass die UBS «an sich nichts falsch gemacht» habe, auch nachdem der Vertrag öffentlich gemacht worden war.

## Persönlichkeiten
| Konzernleitung | Konzernleitung | Verwaltungsratspräsident | Verwaltungsratspräsident |
| -------------- | -------------- | ------------------------ | ------------------------ |
| Marcel Ospel   | 1998–2001      | Mathis Cabiallavetta     | 1998                     |
| Peter Wuffli   | 2001–2007      | Alex Krauer              | 1998–2001                |
| Marcel Rohner  | 2007–2009      | Marcel Ospel             | 2001–2008                |
| Oswald Grübel  | 2009–2011      | Peter Kurer              | 2008–2009                |
| Sergio Ermotti | 2011–2020      | Kaspar Villiger          | 2009–2012                |
| Ralph Hamers   | 2020–2023      | Axel Weber               | 2012–2022                |
| Sergio Ermotti | seit 2023      | Colm Kelleher            | seit 2022                |